# Constantine (Algérie)
Pour les articles homonymes, voir Constantine.
Cet article concerne la ville moderne de Constantine. Pour la ville originelle à l'époque antique, voir Cirta.
Ne doit pas être confondu avec Djasr Kasentina.
Constantine  (prononcé /kɔ̃.stɑ̃.tin/ ; en arabe : قسنطينة, prononcé Qsentina en arabe algérien ; en berbère : ⵇⵙⵏⵟⵉⵏⴰ) est une commune du nord-est de l'Algérie, chef-lieu de la wilaya de Constantine. Elle est la capitale de l'Est de l'Algérie, ses 475 510 habitants classent cette métropole au rang de la troisième ville du pays après Alger et Oran. Le Grand Constantine s'étale sur un rayon d'une quinzaine de kilomètres sous forme d'une agglomération comprenant une ville mère et une série de satellites. L'agglomération de Constantine comptait 943 112 habitants en 2015, dont seulement 54 % habitant dans la commune même de Constantine.
Constantine est une ville importante dans l'histoire méditerranéenne. Anciennement Cirta, capitale de la Numidie de 300 av. J.-C. à 46 av. J.-C., elle passe ensuite sous domination romaine. C'est à l'empereur Constantin Ier qu'elle doit son nom actuel, depuis 313.
Durant le Moyen Âge, elle est conquise par les Arabes au VIIe siècle ; elle fait ensuite successivement partie du royaume aghlabide, de l'empire fatimide puis des royaumes ziride, hammadide, almohade et hafside.
Elle devient au XVIe siècle la capitale du beylik de Constantine, siège du pouvoir beylical et vassale de la régence d'Alger. Lors de la conquête de l'Algérie par la France elle est prise en 1837, après un échec en 1836. Durant la guerre d'Algérie, elle est intégrée par le FLN à la wilaya II, le Constantinois, puis devient le siège de sa propre wilaya à l'indépendance du pays.
Constantine est diversement surnommée : « ville des ponts suspendus » ; « ville du vieux rocher » ; « ville des oulémas » ; « ville des aigles » ; « ville du malouf », le malouf étant la variante constantinoise de la musique arabo-andalouse. Elle est considérée comme la capitale de l'Est du pays.
En 2015, la ville de Constantine est capitale arabe de la culture, deuxième ville d'Algérie à être choisie pour organiser cet événement après Alger en 2007.

## Géographie

### Situation
Constantine est la ville la plus importante de l’Est algérien. Elle occupe une position géographique centrale dans cette région, étant une ville charnière entre le Tell et les Hautes Plaines, au croisement des grands axes nord-sud (Skikda-Biskra) et ouest-est (Sétif-Annaba). Elle est également la principale métropole de l’Est du pays et la plus grande métropole intérieure du pays, elle assure des fonctions supérieures notamment culturelles et industrielles.
Constantine se situe à 431 km à l'est de la capitale Alger, à 130 km à l'est de Sétif, à 119 km au nord-nord-est de Batna, à 198 km au nord-ouest de Tébessa, à 146 km au sud-est de Jijel, à 89 km au sud-sud-ouest de Skikda et à 156 km à l'ouest-sud-ouest d'Annaba.
| Ibn Ziad               | Hamma Bouziane, Didouche Mourad | Zighoud Youcef       |
| Aïn Smara Ali Mendjeli | Constantine                     | El Khroub, Ibn Badis |
| Aïn Smara Ali Mendjeli | El Khroub                       | El Khroub            |

### Relief et géologie
La ville s'étale sur un terrain caractérisé par une topographie très accidentée, marquée par une juxtaposition de plateaux, de collines, de dépressions et de ruptures brutales de pentes donnant ainsi un site hétérogène.

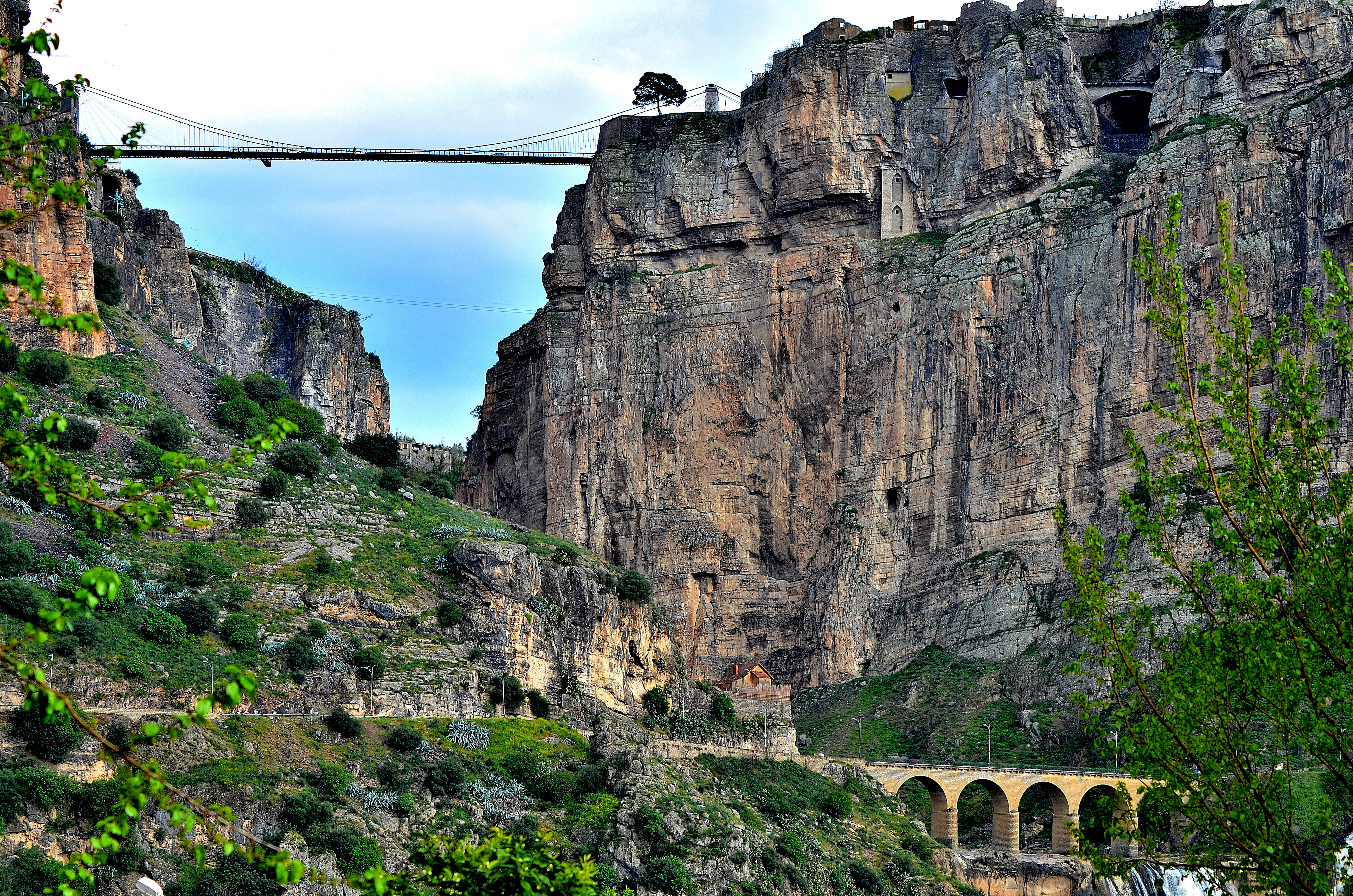
Vue sur les gorges du Rhummel et les trois ponts.
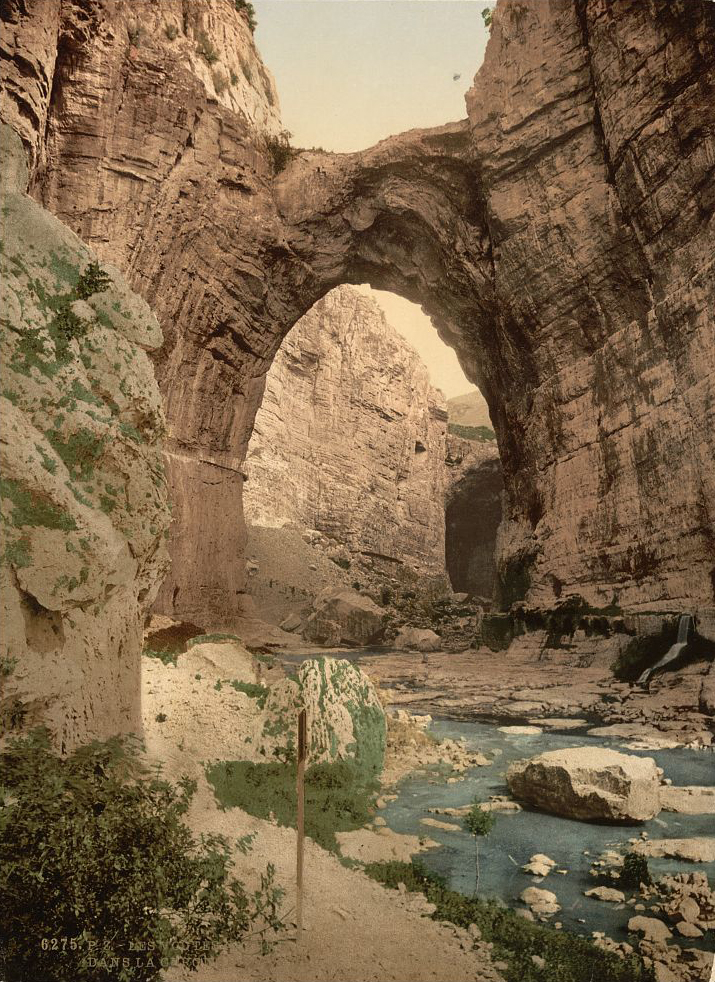
Arche naturelle de Constantine (circa 1899).
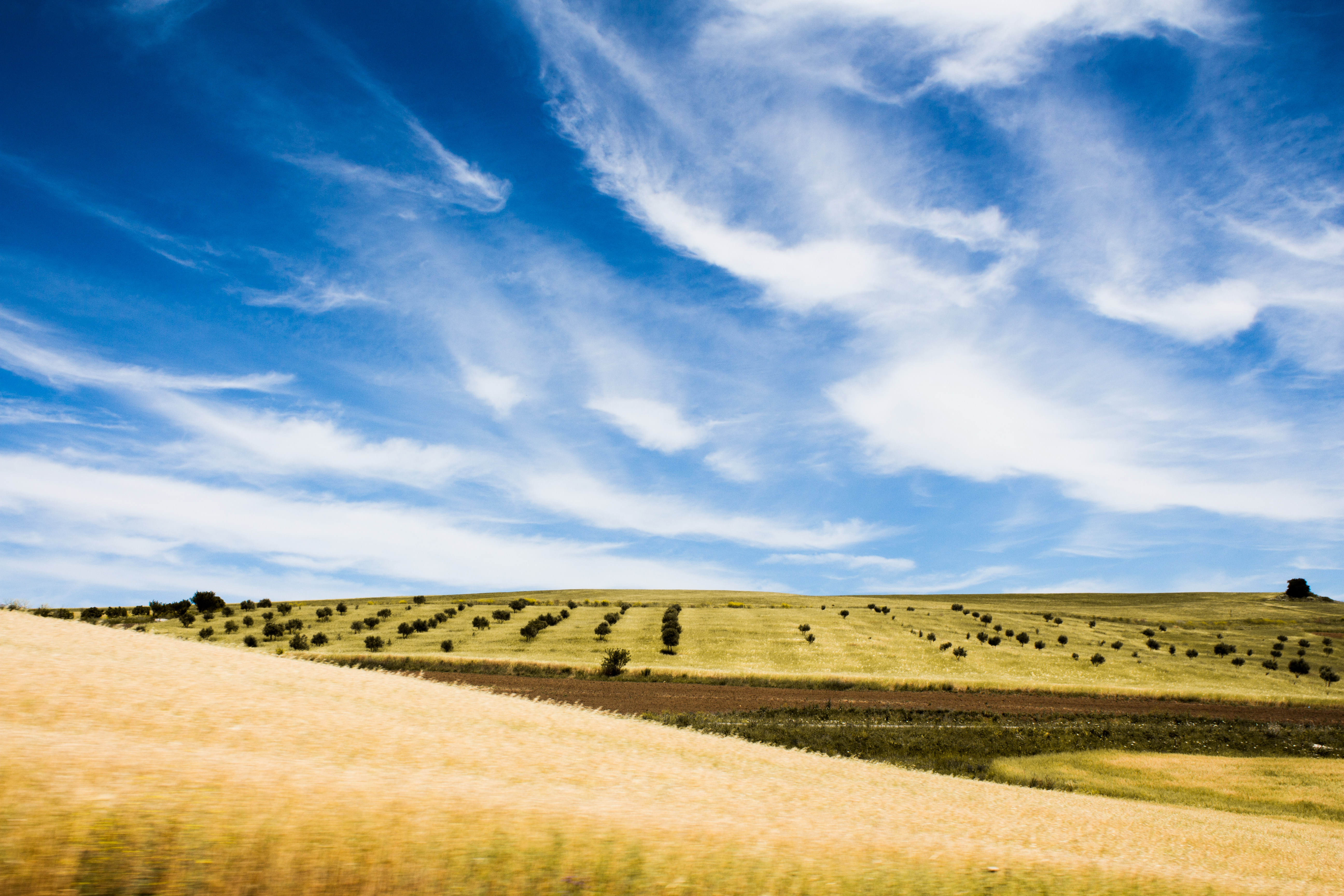
La campagne près de Constantine, en mai 2016.

Elle s'étend sur un plateau rocheux à 649 mètres d'altitude, coupé des régions qui l'entourent par des gorges profondes où coule l'oued Rhummel qui l'isole, à l'est et au nord, des djebels Ouahch et Sidi Mcid, dominant de 300 mètres, à l'ouest, le bassin d'El-Hamma. Le choix de cet emplacement est avant tout une stratégie de défense. Aux alentours, la région est dotée de terres fertiles.

### Climat
Le climat de la wilaya de Constantine est méditerranéen avec des températures à fortes amplitudes (voir tableau). La moyenne pluviométrique varie de 500 à 700 mm par an. Il y fait froid l'hiver, jusqu'à −6 °C enregistré, et très chaud l'été avec des pics de chaleurs allant jusqu'à 47 °C.
| Mois                              | jan. | fév. | mars | avril | mai | juin | jui. | août | sep. | oct. | nov. | déc. | année |
| --------------------------------- | ---- | ---- | ---- | ----- | --- | ---- | ---- | ---- | ---- | ---- | ---- | ---- | ----- |
| Température minimale moyenne (°C) | 2    | 3    | 4    | 6     | 10  | 15   | 17   | 18   | 15   | 11   | 6    | 3    | 9     |
| Température moyenne (°C)          | 7    | 8    | 10   | 12    | 16  | 21   | 25   | 25   | 21   | 16   | 11   | 8    | 15    |
| Température maximale moyenne (°C) | 11   | 12   | 14   | 17    | 22  | 28   | 32   | 32   | 27   | 22   | 16   | 12   | 21    |
| Record de froid (°C)              | −3   | −3   | −2   | −2    | −2  | 1    | 5    | 8    | 10   | 7    | 2    | −3   | −3    |
| Record de chaleur (°C)            | 22   | 27   | 27   | 30    | 35  | 41   | 41   | 41   | 38   | 36   | 27   | 27   | 41    |
| Précipitations (mm)               | 80   | 60   | 60   | 50    | 40  | 20   | 0    | 10   | 20   | 40   | 50   | 80   | 560   |

| Diagramme climatique                                  |       |       |       |        |        |       |        |        |        |       |       |
| J                                                     | F     | M     | A     | M      | J      | J     | A      | S      | O      | N     | D     |
| 11280                                                 | 12360 | 14460 | 17650 | 221040 | 281520 | 32170 | 321810 | 271520 | 221140 | 16650 | 12380 |
| Moyennes : • Temp. maxi et mini °C • Précipitation mm |       |       |       |        |        |       |        |        |        |       |       |

## Transports

D'Alger à Constantine.

### Transport routier
L'autoroute Est-Ouest algérienne traverse l'agglomération de Constantine au sud de la ville, à proximité de l’aéroport situé sur le plateau de Ain el Bey et de l'université Mentouri.

### Transport ferroviaire
La ville possède une gare ferroviaire qui constitue en outre un nœud ferroviaire important reliant les principales villes de l’Est algérien.

### Transport urbain
Le réseau de transport urbain de Constantine est assez dense et en voie de modernisation.

#### Transport en commun
Il existe deux types de transport en commun par bus dans l'agglomération : le transport public, géré par L'Entreprise de Transport de Constantine (ETC), disposant de bus modernes et assurant un service plus ponctuel, et un réseau dense de bus privés géré par des particuliers dans le genre EURL et PME.

#### Tramway

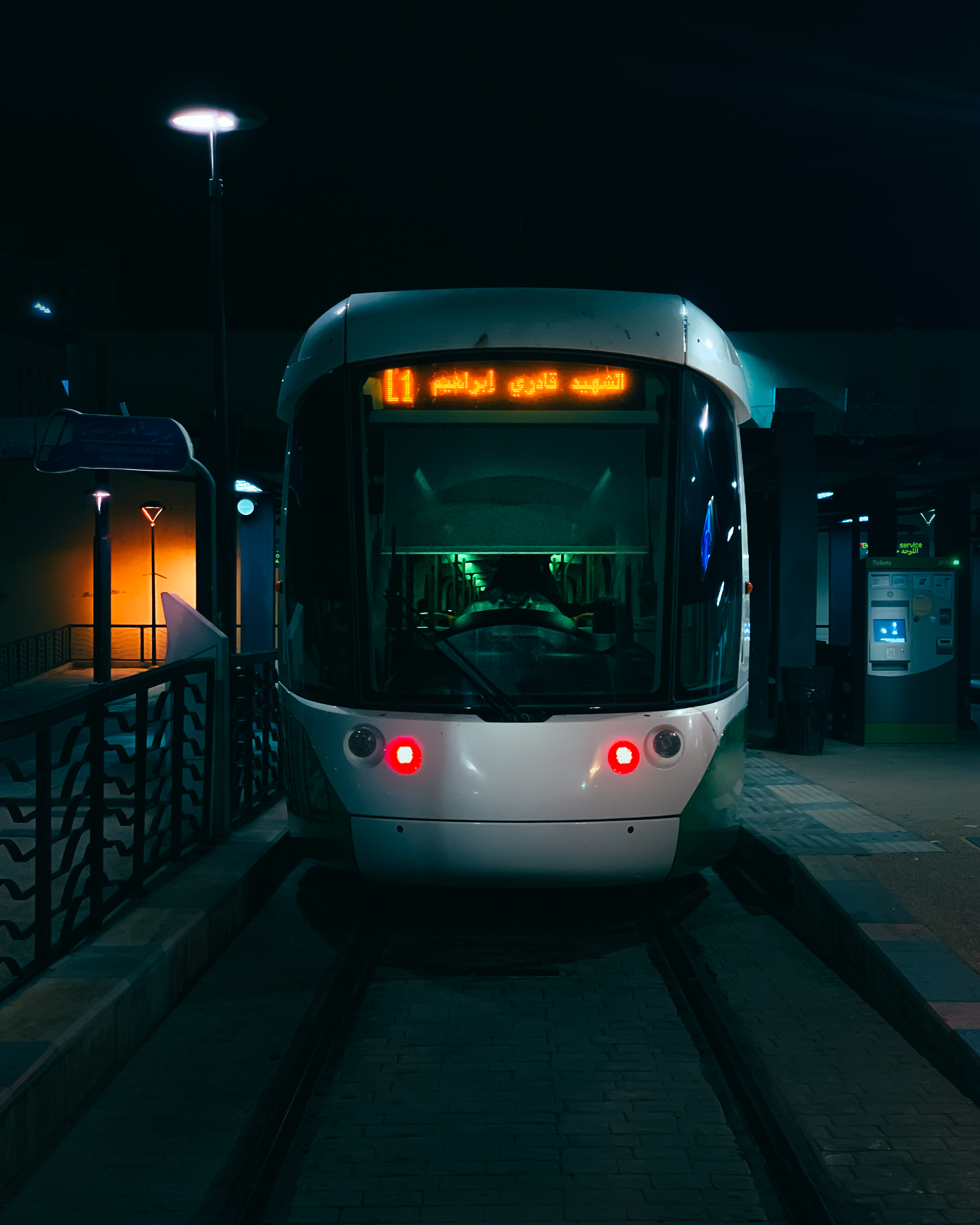
Tramway de Constantine.

Un premier tronçon de 8,9 kilomètres comprenant dix stations entre le stade Benabdelmalek Ramdane (centre-ville) et la cité Zouaghi (sud-est de l'agglomération) a été mis en service le 4 juillet 2013.
À raison d'une fréquentation estimée à 70 000 usagers quotidiens, ce nouveau mode de transport fonctionne tous les jours de 5 h à 23 h avec une fréquence de trois minutes en heures de pointe et de cinq minutes en heures creuses.
Cette première ligne sera complétée par deux tronçons supplémentaires, réalisés en fourche depuis le terminus de Zouaghi. Il s'agit, d'une part, d'une branche de 2,7 km vers l'aéroport Mohamed Boudiaf et, d'autre part, d'un tronçon vers la nouvelle ville Ali Mendjeli.
Une gare multimodale s'étendant sur une superficie de 10 hectares est en cours de construction à Zouaghi.

#### Téléphérique

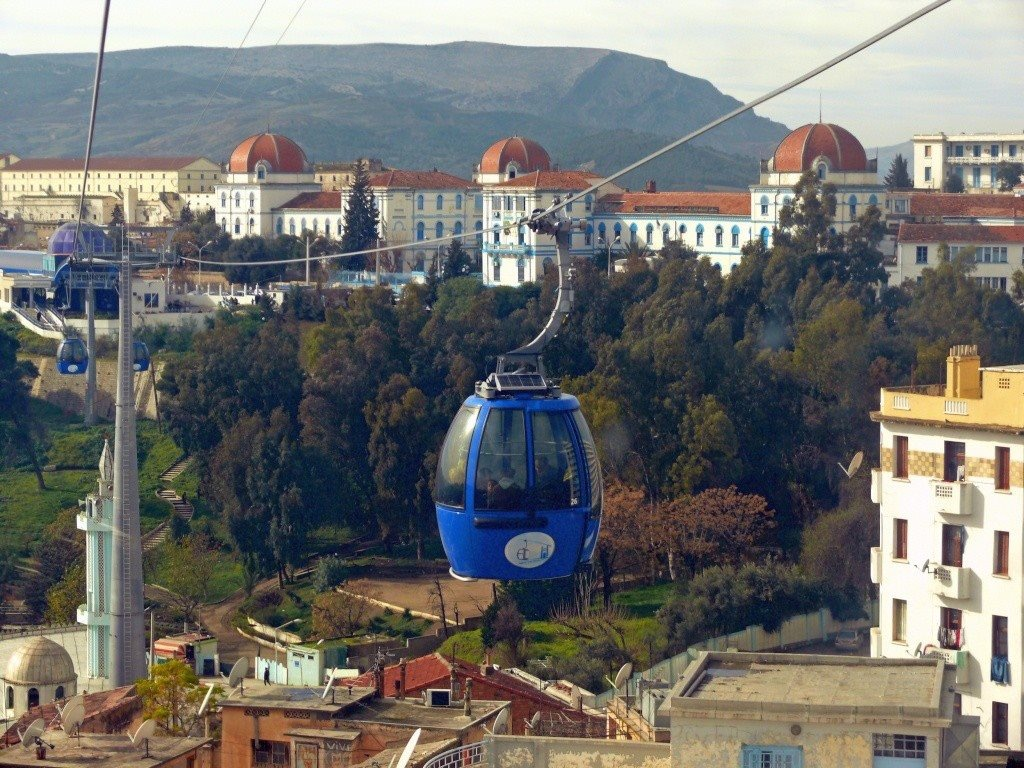
Téléphérique de Constantine.

Rendu nécessaire par la topographie de la ville, le transport par cabines téléphériques apporte une solution à la saturation du réseau routier.
Une première ligne d'une longueur totale de 2,3 km traverse les gorges de l'oued Rhummel pour relier la partie est de la ville au niveau de la place Tatache Belkacem à la partie ouest au niveau de la cité Emir Abdelkader, en passant par le CHU Ben Badis. Elle est fonctionnelle depuis 2010 et comprend 33 cabines détachables de 15 places chacune, permettant de relier les deux terminaux en huit minutes et de transporter 2 400 personnes par heure.

### Transport aérien
Un aéroport (code IATA : CZL) est situé à environ 12 km au sud de la ville. Il est desservi essentiellement par les compagnies aériennes Air Algérie, Tassili Airlines, TUI fly Belgium et, depuis 2020, Transavia France, et dispose d'une capacité de 700 000 passagers annuels. Un second terminal a été mis en service le 14 juin 2013, jour de son inauguration par le ministre des Transports, et permettant de porter la capacité à 1 000 000 passagers annuels.

## Toponymie
La ville porte le nom de l'empereur romain Constantin Ier qui l’a restaurée et embellie en 313 après qu'elle eut été assiégée et mise à sac par Maxence et Domitius Alexander en 311. Elle devient alors la capitale de la province de Numidia Constantina.
Le nom algérien officiel de la ville est Qacentina, en arabe algérien Ksentina. Le toponyme Qusantina et sa variante, Qusantina al-Hawa, sont fréquemment mentionnés dans les textes arabes médiévaux. Néanmoins, certains auteurs arabes ont tendance à les confondre avec Al-Qustantinia (Constantinople).
Le nom antique de Cirta / Qirta vient possiblement de la racine sémitique QRTN, prononcé Qirta (قرة) et signifiant « ville » ou « village » en phénicien (قرية en arabe), dont la prononciation a depuis dérivé vers Sirta sous les Romains (le caractère latin C pouvant en effet être prononcé Q ou S, et passer de l'un à l'autre). Cette première hypothèse rapproche le nom de Cirta du nom de Carthage (Qirta Hadcha قرة حدشة) qui signifie « ville nouvelle » en phénicien (قرية حديثة en arabe). 
Selon une deuxième hypothèse, le nom de Cirta provient du nom berbère « tissirt » (meule) vu l'abondance de la culture du blé dans la région.
Arthur Pellegrin propose une étymologie alternative, le mot pourrait dériver de Karath, un terme qui signifie « couper », « séparer » ou « inciser ». Cette interprétation pourrait être logique en lien avec la situation géographique de la ville. Dans un autre contexte, Pellegrin développe une hypothèse selon laquelle la ville a pu être nommée d'après son oued ; le rhummel étant appelé Kéritha, constituait un obstacle quasiment infranchissable pour les habitants des régions avoisinantes.

## Histoire

### Période préhistorique
La région de Constantine a été très tôt occupée par l'Homme, des outils préhistoriques ont été trouvés sur le plateau de Mansourah et à Ouled Rahmoune. L'Atérien était présent au Djebel El Ouahch, dans les grottes du Mouflon et de l'Ours. L'Ibéromaurusien et le Capsien supérieur ont laissé quelques traces, mais c'est surtout au Néolithique que les grottes de la région ont connu une occupation importante. Les paléo-Berbères ont habité les mêmes lieux au cours du Ier millénaire av. J.-C. et ont construit des monuments mégalithiques, des bazinas et des tumulus.

### Période antique

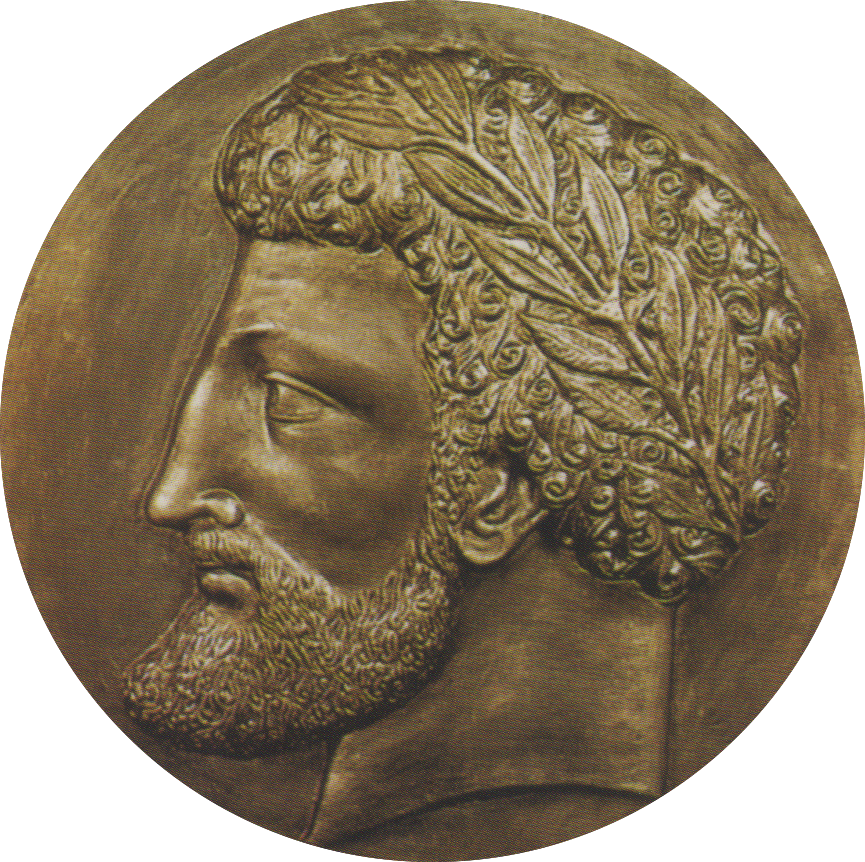
Le roi massyle Massinissa, qui a unifié le royaume de Numidie.

Constantine est fondée vers le VIe siècle av. J.-C. Auparavant sous le contrôle des Massyles avec la première guerre punique et l'affaiblissement du pouvoir carthaginois, vers le IIIe siècle av. J.-C., elle passe sous le contrôle des Numides. Ville fortifiée et commerciale, elle bénéficie d'une position stratégique, avec son rocher et ses murailles. La première mention de Cirta remonte à la fin du IIIe siècle av. J.-C. Elle est alors la capitale du roi masæsyle Syphax, avant de devenir celle du Massyle Massinissa et de ses successeurs lors de la deuxième guerre punique.
Pendant le long règne de Massinissa et celui de ses successeurs, notamment Micipsa, la ville s'agrandit : selon Appien, elle peut ainsi contenir jusqu'à 10 000 cavaliers et 20 000 fantassins. L'historien Stéphane Gsell estime le nombre de ses habitants entre 150 000 et 180 000. Elle commence également à produire et à exporter des céréales. À la fin du IIe siècle av. J.-C., elle aurait même eu une autonomie monétaire. À la fin du IIIe siècle av. J.-C. et au début du IIe siècle av. J.-C., la ville commence à s'étendre au sud/ouest sur la rive gauche du Rhummel, de nombreux vestiges ont été retrouvés en dehors du rocher (inscriptions, tombes, fondations d'édifices, îlots d'habitation et objet domestiques).
La capitale numide était une ville cosmopolite ouverte sur les autres civilisations méditerranéennes, notamment punique et grecque, et cohabitant avec le mode de vie nomade des Gétules. Les souverains numides ont été les propagateurs de la langue punique dans leur royaume, au point que la société de Cirta a été profondément punicisée. La population a adopté le culte de Baal Hamon et de Tanit, déesse carthaginoise de la fécondité. Le sanctuaire d'El Hofra témoigne de l'importance de la culture punique dans la société.

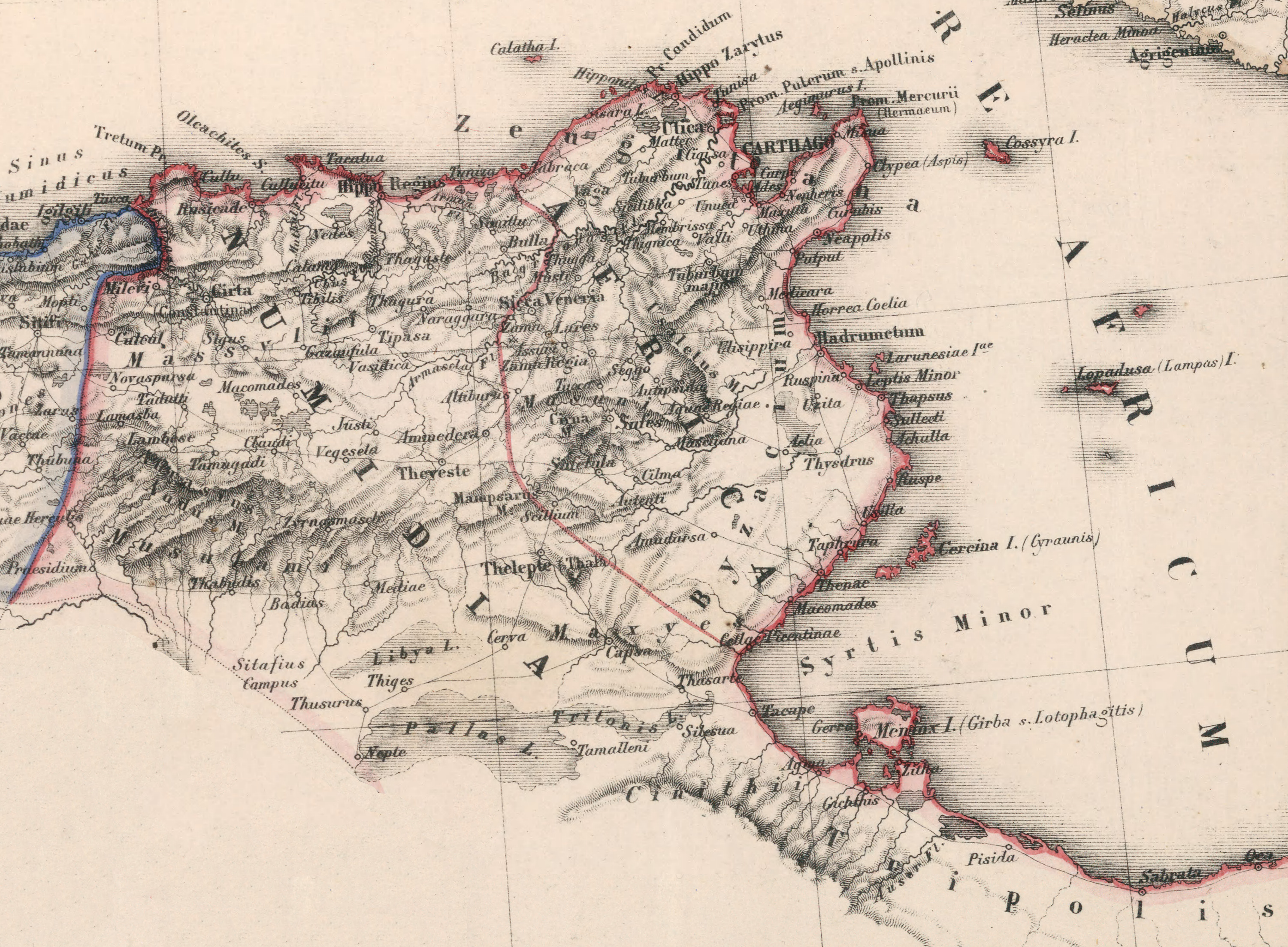
Carte de la Numidie romaine (rose).

Après la mort de Massinissa, Cirta devient un enjeu dans la lutte entre Jugurtha et son frère adoptif Adherbal. Refusant le partage du pouvoir imposé par les Romains en Numidie, Jugurtha parvient à s'emparer de la ville après la mort d'Adherbal, lors du siège de Cirta, où s'était réfugié son adversaire soutenu par Rome. Toutefois, le massacre des Italiens marque le début d'une guerre entre Numides et Romains. Cirta change de main plusieurs fois durant le conflit.
À la suite de la défaite du roi numide Juba Ier, allié aux partisans de Pompée, le royaume numide est annexé et César attribue sa partie orientale à Sittius et à ses compagnons. Les Sittiani mettent en place autour de Cirta une principauté qui bénéficie pendant quelque temps d'une certaine autonomie. Cirta prend alors le nom de Colonia Cirta Sittianorum.
Elle devient ensuite le centre de la confédération cirtéenne, qui regroupe trois autres colonies : Rusicade, Chullu et Mileu avec un vaste territoire et un statut particulier. Puis la ville devient la capitale provinciale de la Numidie cirtéenne qui remplace l'ancienne confédération.
En 308, elle est assiégée et mise à sac par Domitius Alexander, puis conquise par Maxence en 311. La ville est restaurée par Constantin, qui lui donne son nouveau nom: Constantina. Elle devient alors l'unique capitale civile de la nouvelle Numidie impériale sous le nom de Numidia Constantina. À partir du IVe siècle, elle devient un important centre du donatisme.

### Période des dynasties musulmanes

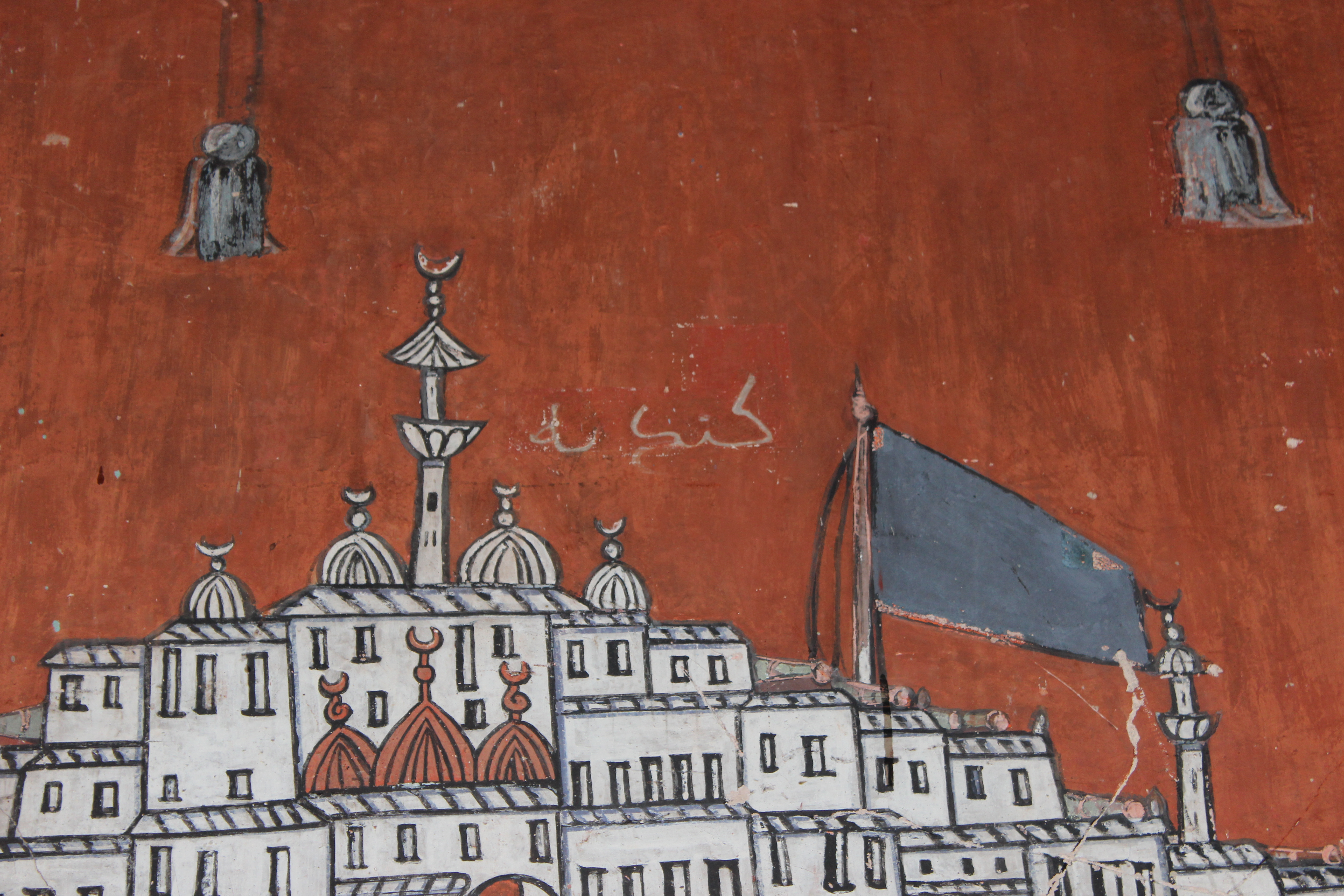

À une date non déterminée, la ville de Constantine passa sous l'administration arabo-musulmane, bien que les chroniqueurs de l'époque se taisent sur cette période précise. Cependant, il est plausible qu'elle n'ait pas été affectée par les premières incursions arabes et qu'elle ait été conquise seulement à la fin du VIIe siècle, en même temps que les dernières places fortes byzantines.
L'intégration de la ville à la civilisation arabo-musulmane fut clairement établie avec l'avènement des Aghlabides. Au début du Xe siècle, une révolte menée par les Ketamas, une grande tribu berbère du Nord-Constantinois convertie au chiisme, entraîna la chute du pouvoir aghlabide et instaura le chiisme sous l'égide de la dynastie des Fatimides. Les chiites cherchaient une base de départ, et Constantine, avec ses atouts défensifs, était l'une des localités les plus importantes qu'ils devaient conquérir.
Par la suite, le pouvoir passa des Fatimides aux Zirides, et Constantine joua un rôle crucial. De même, dans le royaume des Hammadides, elle prit une importance significative. Après la migration des Banu Hilal, la capitale des Hammādides fut transférée vers Béjaïa, mais cela n'a pas freiné l'activité de Constantine. Grâce à sa position géographique stratégique, la ville était un carrefour vital dans les échanges commerciaux et les routes, et ses habitants entretenaient des transactions commerciales avec les Arabes
Après la prise de Béjaïa par les Almohades, le dernier roi, Yahya ibn Abd al-Aziz, chercha refuge à Constantine avant de se rendre volontairement à Abd al-Mumin. Constantine connut  des moments de vulnérabilité, comme lors de l'attaque potentielle des Beni Ghania en 1185, toutefois la ville fut préservée de ce danger.
Finalement, après la chute des Almohades, elle passa sous l'autorité des Hafsides, qui s'étaient proclamés indépendants à Tunis en 1230. L'histoire de la ville de Constantine, sous la dynastie hafside (XIIIe – XVIe siècles), est marquée par une complexité et une instabilité notables. Elle se caractérise par des périodes d'assujettissement au pouvoir de Tunis et d'autres périodes d'indépendance. Les souverains de Tunis accordaient une grande importance à la possession de cette cité, la fréquentant régulièrement, et confiaient généralement son gouvernement à des membres de leur propre famille. Pourtant, à maintes reprises, ils perdirent le contrôle de la ville.
En 1282, pendant le règne d'Abū Ishac, le gouverneur Ibn al-Wazīr se révolta contre le souverain de Tunis, forçant celui-ci à envoyer son fils, Abū Fāris, pour reprendre la ville par la force. En 1284, les Constantinois ouvrirent leurs portes au prétendant Abū Zakariya de Béjaïa. Puis, en 1305, poussés par le gouverneur Ibn al-Amīr, ils se soumirent au souverain hafside de Tunis, mais abandonnèrent rapidement cette allégeance pour reconnaître à nouveau l'autorité du roi de Bougie, Abū l-Bakāʾ. Cependant, Abū l-Bakāʾ réussit à restaurer l'unité du royaume hafside en 1309 et maintint temporairement la stabilité dans le Maghreb oriental. Mais de nouveaux troubles surgirent rapidement.
Entre 1312 et 1319, Constantine resta pratiquement indépendante, placée sous l'autorité du vizir Ibn Ghamr, qui réussit à installer sur le trône de Tunis un prince de son choix, Abū Yahyā. En 1325, la révolte d'un autre vizir, Ibn al-Kālūn, exposa les habitants de Constantine à une attaque des Zianides. Les guerres qui éclatèrent alors dans le Maghreb occidental entre les Mérinides et les Zianides, ainsi que la bonne administration des gouverneurs Abū ʿAbd Allāh et Abū Zayd, fils et petit-fils du roi de Tunis Abū Yaḥyā, offrirent quelques années de répit aux Constantinois.
Cependant, l'ordre, rétabli avec peine, fut de nouveau perturbé au milieu du XIVe siècle par les expéditions mérinides. Abu al-Hasan s'empara de Constantine et remplaça l'autorité des Hafsides. L'un d'eux, al-Faḍl, saisit cette occasion pour s'emparer de la ville, mais son règne fut de courte durée. L'ancien gouverneur hafside Abū Zayd, libéré par Abu Inan Faris, reprit le contrôle de Constantine et, lâchant son protecteur, proclama sultan un fils d'al-Ḥasan, nommé Tāshfîn. Peu après, le propre frère d'Abū Zayd, Abû al-`Abbâs, le renversa et détrôna Tāshfîn, prenant lui-même le titre de sultan. Il repoussa les Dhouaouda et les Sadwîkīsh qui, sous la conduite d'un officier mérinide, assiégèrent Constantine en 1355, mais ne put empêcher la ville d'être reprise par Abū Inan. Toutefois, Abu al-Abbâs, devenu sultan de Tunis en 1370, maintint la tranquillité dans la province de Constantine jusqu'à sa mort. Son successeur, Abū Fāris, eut au contraire à reconquérir la ville à deux reprises différentes sur son frère Abū Bakr, qui l'avait prise avec le soutien des tribus arabes.
Au XVe siècle, l'autorité hafside était devenue plus nominale que réelle. Durant cette période, les véritables maîtres de Constantine furent les chefs des Awlād Sawla, une fraction de la tribu arabe des Dhouaouda. À l'intérieur de la ville, le pouvoir était exercé par quelques familles, qui étaient les clientes des Awlād Sawla. Parmi elles se trouvaient la famille des Abd al-Muʾmin, d'origine maraboutique, celle des Banū Bādîs, dont les membres occupaient les fonctions de cadi, et celle des Lefgoun.
Selon les descriptions des textes arabes médiévaux, Constantine était le centre d'une région fertile et bien irriguée. Sa campagne abondante fournissait une variété de produits essentiels à la vie quotidienne, tels que le froment, l'orge, le miel, le beurre et les fruits. De plus, la présence de silos à l'intérieur de la cité témoigne de l'importance accordée à la conservation des aliments pour assurer leur disponibilité en toutes saisons. La ville abritait de nombreux marchés bien approvisionnés. Son emplacement stratégique le long d'un important axe routier lui conférait un rôle commercial significatif, comme le confirment les références d'Al Idrissi aux transactions commerciales avec les Arabes.

### Époque beylicale

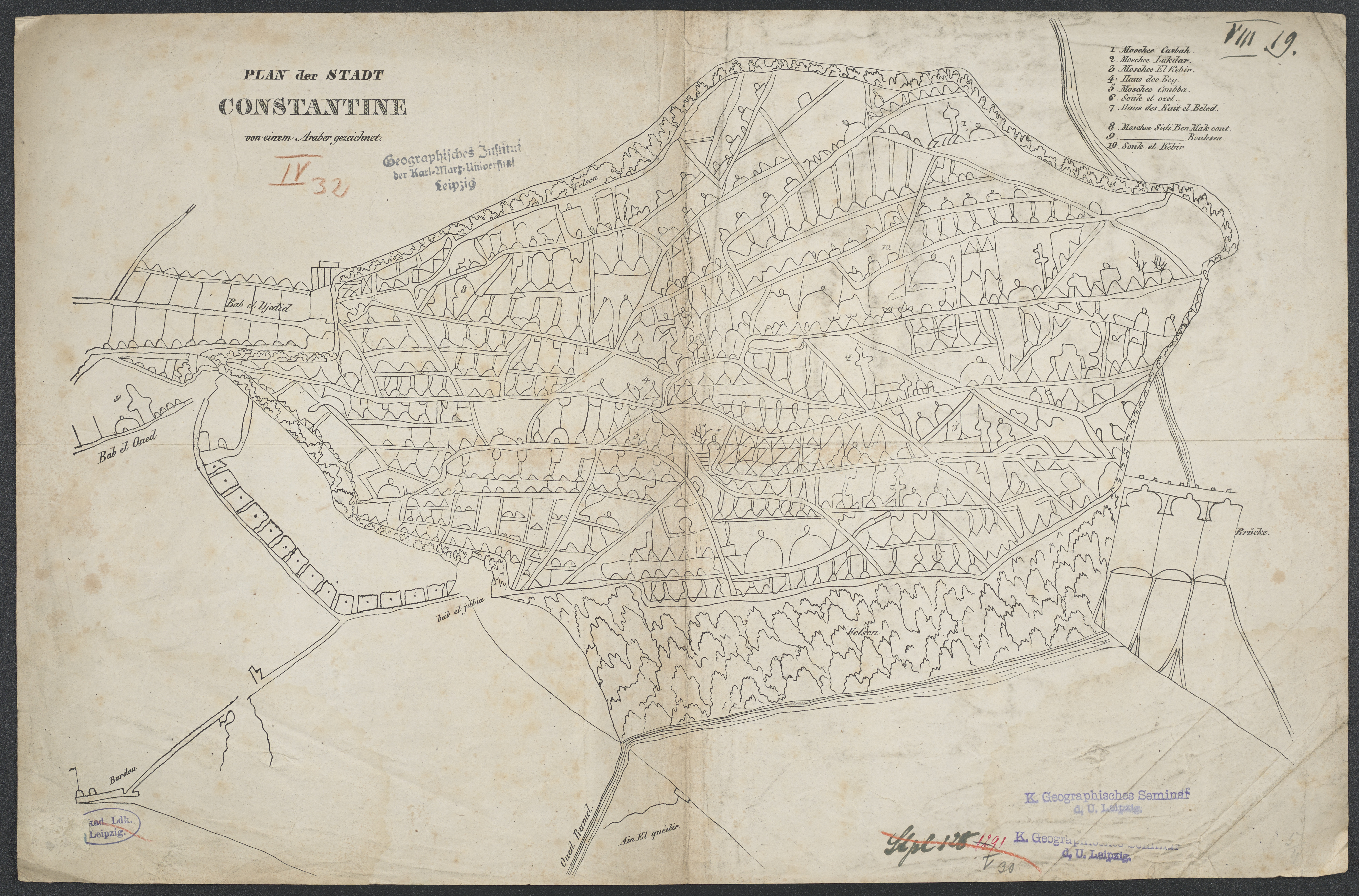
Plan de la ville à la fin de la période ottomane.

À partir du XVIe siècle, Constantine passe sous domination ottomane en 1535 et devient le siège du Beylik de l'Est, le plus important des trois beylik de la régence d'Alger. Il s'agit du plus peuplée, du plus vaste et du plus riche d'Algérie. Elle est alors une ville moyenne du monde arabe à cette époque. C'est la seule ville intérieure de la régence, qui continue de jouir d'une certaine prospérité. Constantine disposait d'autorités véritablement urbaines. Il y avait un préposé appelé caïd ed-dar, doté d'attributions « municipales », chargé de l'administration et de la police de la ville.
Les notables citadins participaient activement à la gestion des affaires de la ville. Certes, le bey est désigné par le dey d'Alger. Mais comme à Alger, les élites lettrées des grandes familles trouvaient place dans les fonctions d'encadrement de l'enseignement, de la justice, du culte et des habous, et plusieurs beys étaient des kouloughlis. L'élément ethnique turc ne joua qu'un rôle négligeable, le nombre des Turcs qui y étaient installés resta toujours très réduit : la garnison permanente de la province ne comprenait que 300 hommes et aucune inscription turque n'ait été découverte dans la ville.
La ville était divisée en quatre quartiers principaux situés aux angles : Tâbiya, au sud- ouest, Qasba, au nord-ouest, Qantara, au nord-est et Bâb al-Jâbiya, au sud-est. Les portes principales se trouvaient du côté du sud : Bâb al-Jadid (porte Neuve), Bâb al-Wâd (porte de la Rivière), Bâb al-Jâbiya (porte de la Citerne) desservent la partie basse de la ville. La ville comptait de nombreuses mosquées et zaouïas. Elle disposait de 41 corporations de métiers, dirigées par des amîn contre 57 à Alger. Le faubourg situé au sud était habité par une population d'artisans, d'ouvriers, avec beaucoup de Kabyles. Les notables citadins étaient les grands propriétaires terriens de la couronne céréalière autour de la ville.

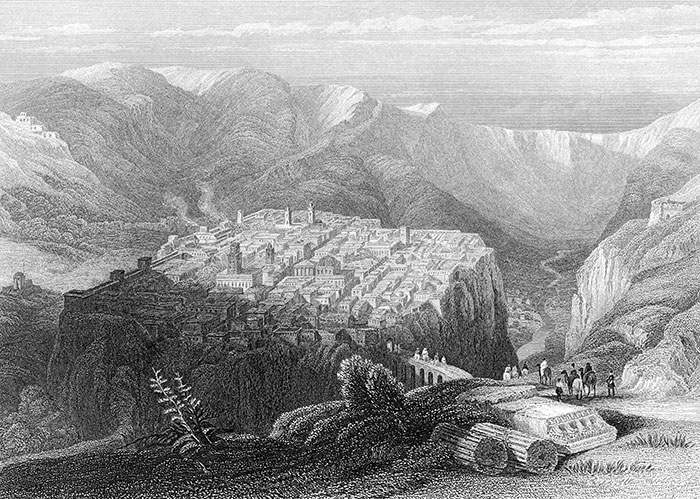
Constantine au début du XVIII.

La période des XVIe et XVIIe siècles  est difficile, la ville reste à peu près autonome, mais en proie à de vives troubles intérieures et à une pression turque, l'approche des Turcs ottomans avait contribué à révéler et à fixer l'existence de deux partis rivaux qui partageaient la cité ; la famille maraboutique des Abdal-Muman et celle des Lefgoun, cadis et chefs d'une zaouïa, qui représente le «parti turc». Un siècle de désordres avait consommé l'effondrement des Abd al-Mu'min et l'affirmation de leur rivaux.
À partir du gouvernement du bey Farḥat en 1637, Constantine connut une période de stabilité qui perdura pendant près d'un demi-siècle. Cependant, l'ingérence des Algériens dans les affaires internes tunisiennes finit par exposer les Constantinois aux représailles de leurs voisins. En 1700, le bey de Tunis, Mourad , remporta deux victoires décisives contre le bey de Constantine Ali Khodja, ce qui le poussa à assiéger la ville pendant trois mois. Face à cette situation, le dey d'Alger dépêcha une armée pour secourir les habitants de Constantine et permit ainsi de lever le siège. 
Au XVIIIe siècle, Constantine connaît une période de grande stabilité politique, un essor urbain important, grâce à la succession de quelques beys, gouverneurs énergiques et administrateurs compétents notamment Salah Bey, qui est considéré comme le plus remarquable des gouverneurs. C'est durant cette période, que les monuments les plus considérables de Constantine à l'époque ottomane ont été édifiés.
Après cette période faste, une ère d'anarchie et de désordre s'ensuivit. Même Salah Bey, fut destitué par le dey d'Alger. Entre 1792 et 1826, pas moins de 17 beys se succédèrent à la tête du gouvernement de Constantine. En 1807, les habitants de Constantine s'associent à la résistance de la ville, assiégée par les Tunisiens ; en 1808, ils refusent de soutenir la révolte d'Ahmad Chaouch et restent fidèles aux autorités d'Alger. 
Le dernier bey de Constantine est Ahmed Bey. Après la prise d'Alger par les Français en 1830, les Constantinois l'investissent du pouvoir, ils réaffirment leur loyalisme vis-à-vis du Bey dans plusieurs pétitions et le maintiennent jusqu'aux expéditions de 1836 et 1837, au cours desquelles ils participent activement à la résistance, sous la conduite des notables de la ville. Ahmed se voit octroyer le titre de pacha par son récent mejlès dans le but d'asseoir sa légitimité et de prendre ses nouvelles responsabilités. Il recevra son caftan d’investiture du sultan. Il ordonne la frappe de sa propre monnaie et commande la fabrication d'un drapeau, ce qui reflète son souci de renforcer sa légitimité et de symboliser son autorité.

### Époque coloniale française:1837-1962

#### Conquête coloniale

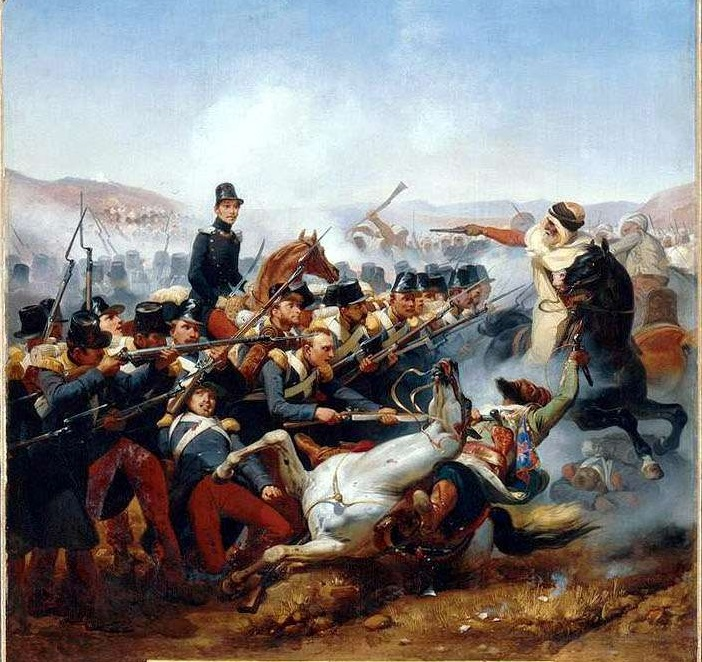
Le Combat de Somah en 1836
Horace Vernet, 1839
Musée Rolin, Autun

Constantine, avec à sa tête Hadj Ahmed Bey, résista avec acharnement à la conquête française. En 1836, le maréchal Clauzel, alors gouverneur général de l’Algérie, entreprend une expédition contre Constantine. Ahmed Bey livra et remporta sa première bataille à Constantine contre les troupes françaises. Un corps de 7 000 hommes arrive le 21 novembre 1836 devant la ville. L'armée française entreprend deux assauts par le pont, qui échouent devant la porte d'EI-Kantara. Battant en retraite, poursuivis par les Algériens, les soldats français abandonnent sur le terrain armes, bagages et blessés.

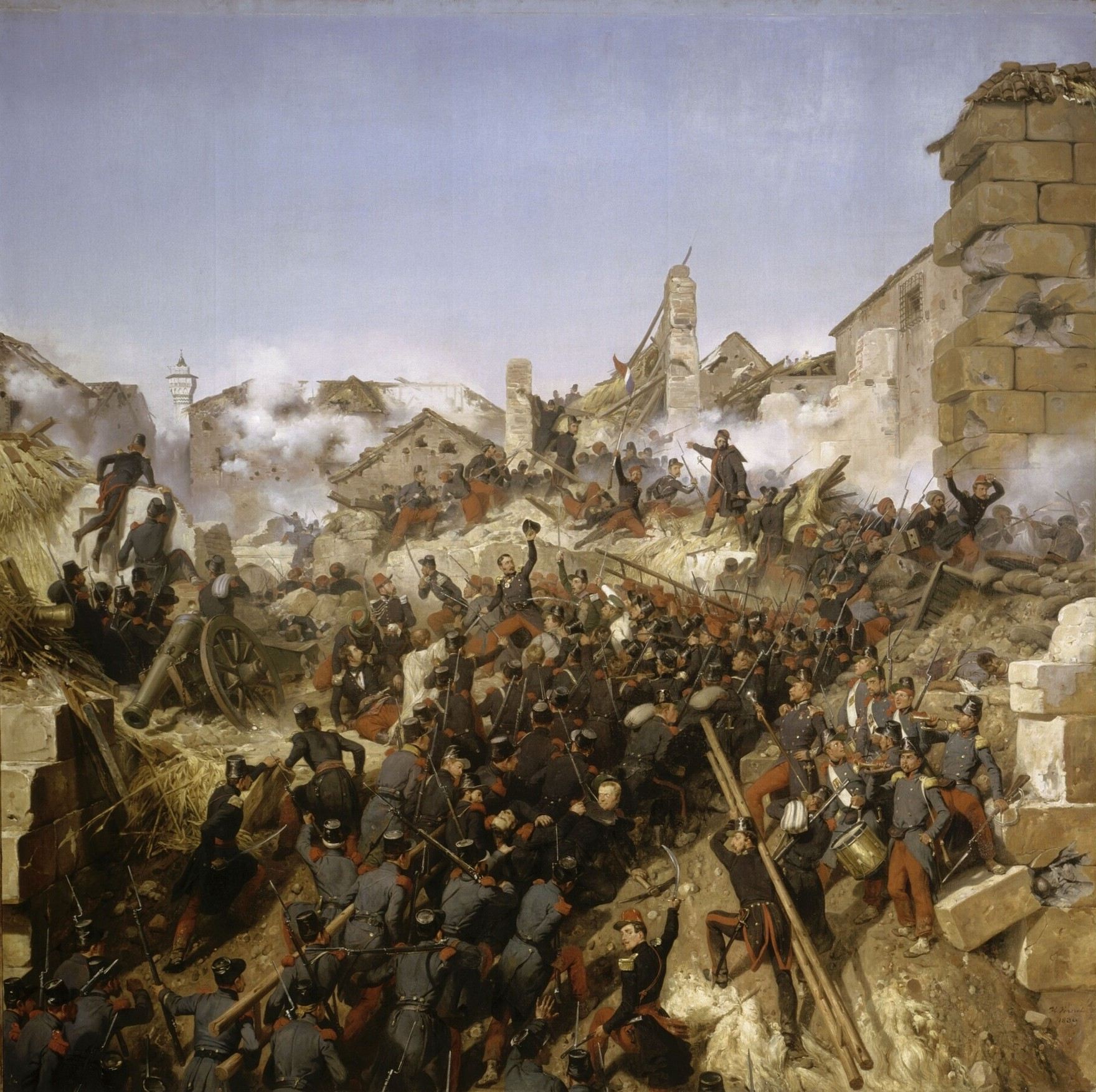
Prise de Constantine en 1837
Horace Vernet

En 1837, l'état-major français décide de mener une seconde expédition, qui fut confiée au général comte de Damrémont. Celui-ci disposait d'une armée forte de 16 000 hommes dont 5 000 cavaliers, de 60 pièces d’artillerie et d’un important matériel de siège. Le général Damrémont et le duc de Nemours dirigent les opérations. Mais Damrémont meurt et il est remplacé par le général Valée. Le 5 octobre, l'armée française arrive à Constantine. Au terme de deux jours de combats, les Français, sous le commandement du lieutenant-colonel Lamoricière, pénètrent dans la ville par un endroit dénommé par la suite « place de la Brèche » (en référence à la brèche dans la défense de la ville). Le 13 octobre, après une forte résistance, la ville finit par tomber entre les mains des français qui subissent toutefois de lourdes pertes. Le Bey Ahmed se réfugia dans les Aurès et tint tête pendant onze ans encore aux troupes françaises, avant de se soumettre en juin 1848 et beaucoup de Constantinois périrent dans le ravin en tentant de fuir les assaillants, de longues cordes se rompant sous leur poids.

#### Transition administrative

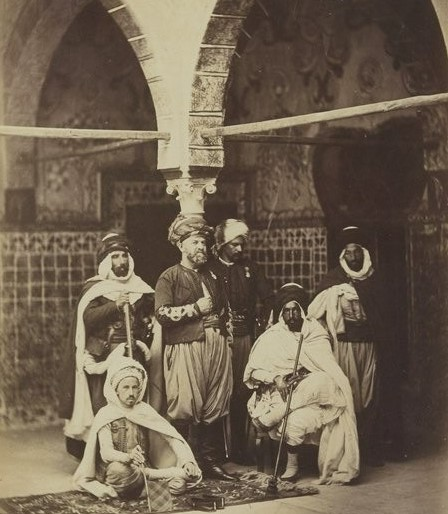
Chefs locaux de Constantine dans les années 1850.

Après l'occupation française, Constantine connut des changements majeurs dans son administration. Initialement placée sous un ḥākim sous la surveillance d'une autorité militaire, la ville devint le centre d'un commandement supérieur et la base d'opérations des Français dans la province de l'Est. Dans un premier temps, le régime militaire prédominait, et ce n'est qu'en 1848 que fut instaurée une municipalité. Ce n'est qu'en 1849 qu'elle accéda au statut de chef-lieu de département.
En 1837, le cheikh el blad Mohammed de la famille Lefgoun céda sa position à son fils, évitant ainsi l'humiliation de servir les nouveaux occupants qui étaient entrés par la force armée. Douze ans après la prise de la ville, les postes de commandement, n'étaient plus entre les mains des autochtones, marquant une transition vers un gouvernement plus direct en accord avec l'assimilation telle qu'elle était conçue par les colons.
Une transformation de la dénomination de la charge s'opéra, accompagnée d'un changement de son contenu. En 1848, l'administration de la ville fut soustraite aux Constantinois, et à sa tête fut nommé un Caïd el Blad ou « maire des Indigènes ». La charge, autrefois spirituelle et politique, se transforma en une fonction de gestion municipale, où le Caïd al blad assumait partiellement les rôles de l'ancien Caïd ad-dar et du cheikh al blad. Le Caïd el blad, agissant en tant que "maire des indigènes", dirigeait un petit conseil municipal nommé. Cependant, cette nouvelle fonction se différenciait des anciennes autorités, car elle perdait de son autorité morale et spirituelle, qui avait été autrefois reconnue en tant qu'arbitre et médiateur. En 1854, un décret créa les mejlès, où l'on retrouvait des cadis (tels que Benbadis et Ben Azzuz) issus des anciennes familles.
Ainsi, Constantine se retrouva avec un statut hybride et un destin partagé, ce qui donna naissance à ce que l'on pourrait appeler une « ville duale ». Ces changements furent marqués par des réappropriations de l'espace, comme l'affectation du palais Ahmed Bey au commandement militaire, la transformation de la mosquée Souq al Ghzal en lieu de culte chrétien avec des modifications, ainsi que l'amputation de la Grande Mosquée pour ouvrir l'avenue impériale. Ces réaménagements reflètent les méthodes de réappropriation de l'espace par les nouvelles autorités.

#### Evènements historiques

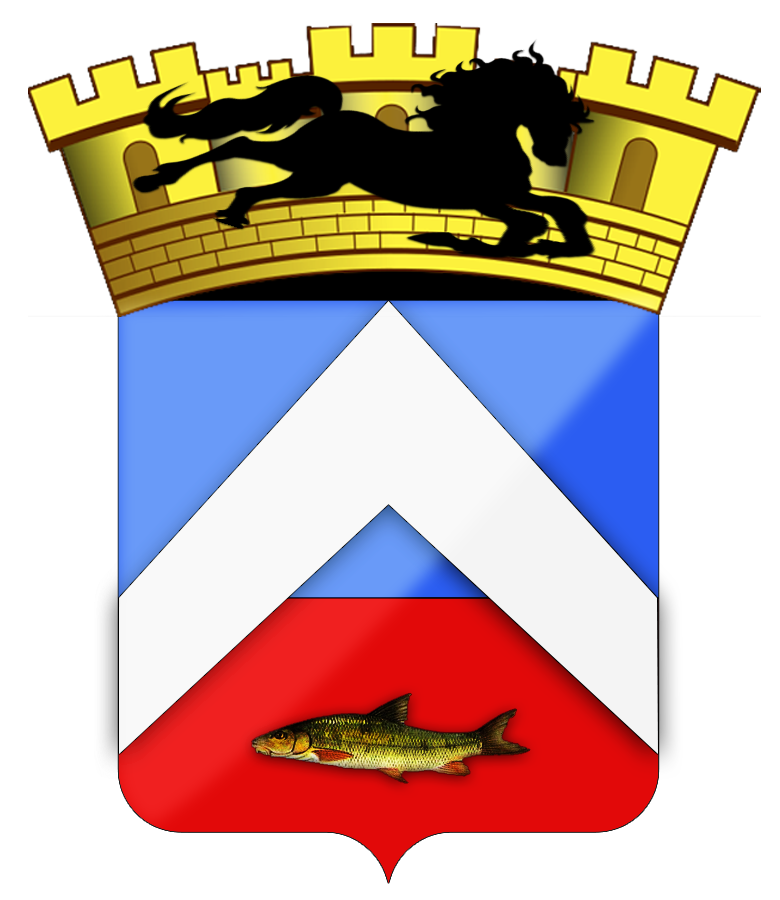
Blason de la période coloniale.

En 1887, un groupe important de notables de Constantine a opté pour la forme de la pétition afin de formuler leur désapprobation à l'égard d'un projet de naturalisation en cours.
Constantine est la ville par laquelle le mouvement Islah se diffusait en Algérie.
Les émeutes anti-juives du 5 août 1934 font 28 morts (25 juifs et 3 musulmans).
Le 29 mars 1956, à la suite du meurtre d'un commissaire de police,  la ville basse fait l'objet d'un nombre important d'arrestations : quinze mille hommes ont été embarqués dans des camions vers le plateau de Koudiat, pendant que la police avait ordre de fouiller, détruire magasins et étals, et interner les "indésirables".

#### Populations

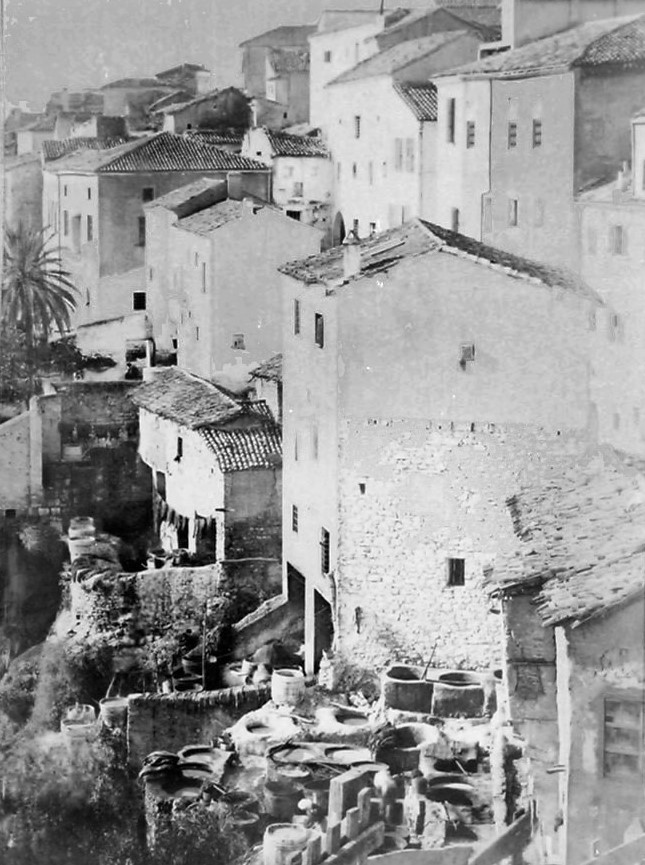
Quartier des tanneurs dans la médina, 1890.

Parmi les grandes villes de l'Algérie coloniale, Constantine se distingue par la prépondérance de l'influence des Algériens musulmans. En 1876, on enregistre une population de 34 700 Algériens musulmans, tandis que la population européenne se chiffre à 17 000 individus. En 1906, la proportion évolue à 28 000 Algériens musulmans contre 26 000 Européens. En 1936, la ville compte 56 000 musulmans et 50 000 Européens, dont 14 000 Juifs. À la veille de l'insurrection de 1954, la population de Constantine s'élève à 118 000 habitants. En 1948, la ville comptait 77 000 Algériens musulmans et 40 000 Européens.
De fait, Constantine est la ville d'Algérie où la communauté juive est relativement plus nombreuse, représentant probablement 18 % de la population totale en 1936. Le premier recensement du 31 décembre 1843 dénombre 3 105 juifs. Ensuite en 1881, 1901, 1921, 1931 il y a respectivement 5 213, 7 196, 9 889, 13 110 Israélites. Dans le pays, l’augmentation de la population juive de 1881 à 1931 est de 210 %, celle de la population chrétienne n’est que de 96 % et celle de la population musulmane de 97 %. À partir de 1934, les recensements ne font plus état de la confession des ressortissants.
Constantine est restée, pour les tribus de l’Est, un marché et un centre d’approvisionnement; l’industrie indigène y a subsisté, et fournit les populations avoisinantes, de tissus de laine, et d’objets de cuir.

## Urbanisme

### Évolution urbaine

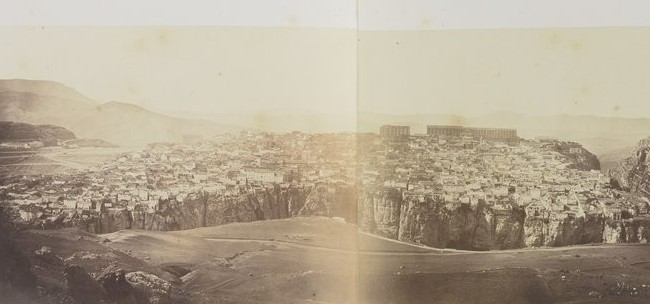
Constantine dans les années 1850.

Le site originel de la ville est situé sur une barre calcaire truffée de cavités karstiques, appelée « le Rocher ». À partir de la fin du XVIIIe siècle, la ville commence à s'étendre hors du Rocher, quelques petits faubourgs ont été projetés au-delà du canon.
Mais c'est la colonisation qui organise cette extension de la cité, sous forme de trois faubourgs : Bellevue, Sidi Mabrouk et Faubourg Lamy ainsi que le remblaiement de la dépression fermant le Rocher sur la quatrième face « la Brèche ». Les extensions du XXe siècle se sont poursuivies sur les différentes collines qui entourent le Rocher. Dans les années 1970, Constantine a rempli son site. Celui-ci est limité alors par une ceinture de versants gréseux (Djebel Ouasch) ou d'escarpements calcaires (Djebel Chettabah, Hadj Baba), sur lesquels l'urbanisation peut difficilement s'étendre.
Elle s'est poursuivie alors sur quatre bourgades, anciens villages de colonisation, choisies comme noyaux de la nouvelle urbanisation. Ainsi, le Grand Constantine se développe sous forme d'une agglomération comprenant une ville mère et une série de satellites dans un rayon d'une quinzaine de kilomètres. Le plus gros de ces satellites est celui d'El Khroub.

### Tissu urbain

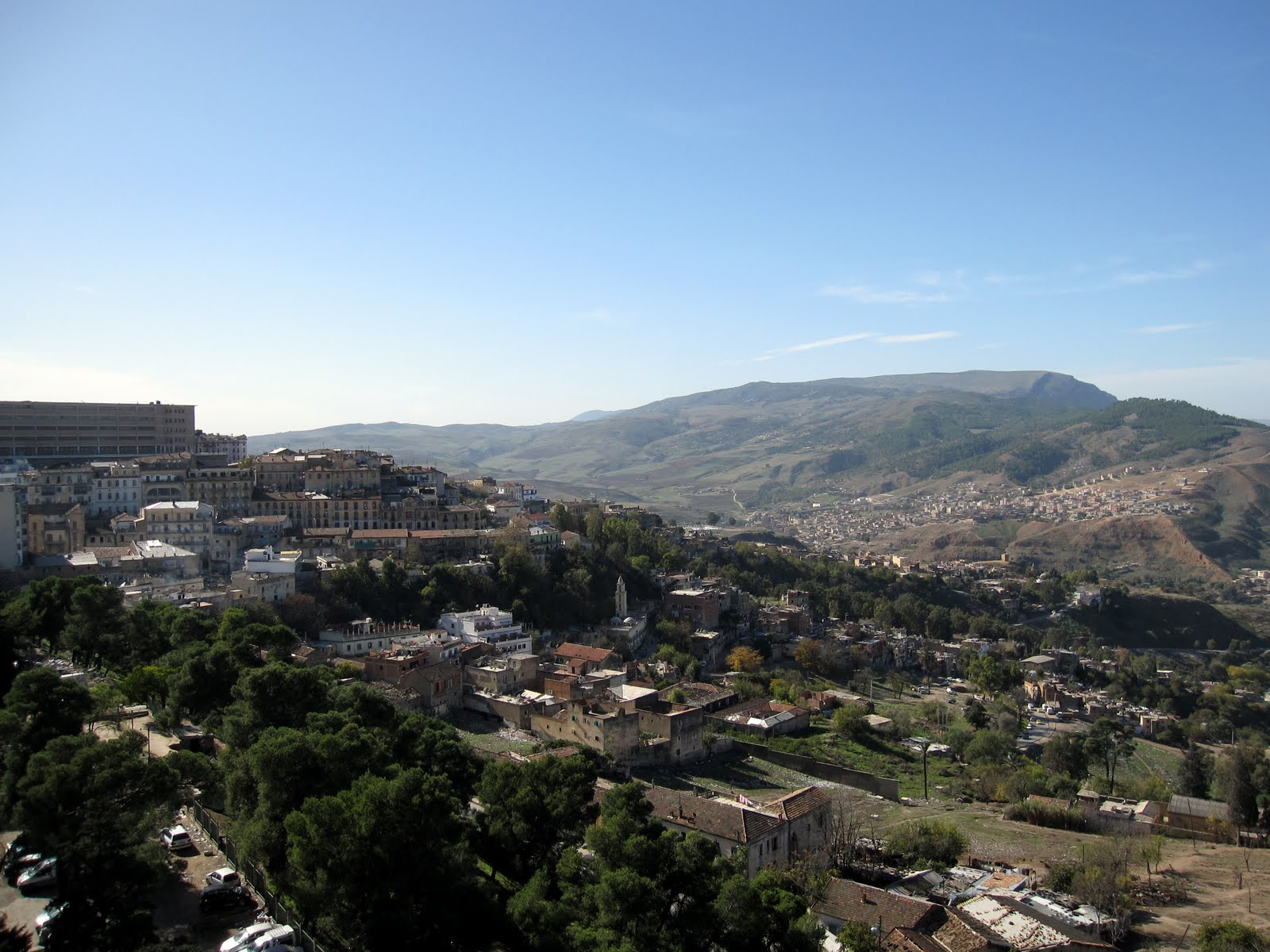
Vue sur la ville.

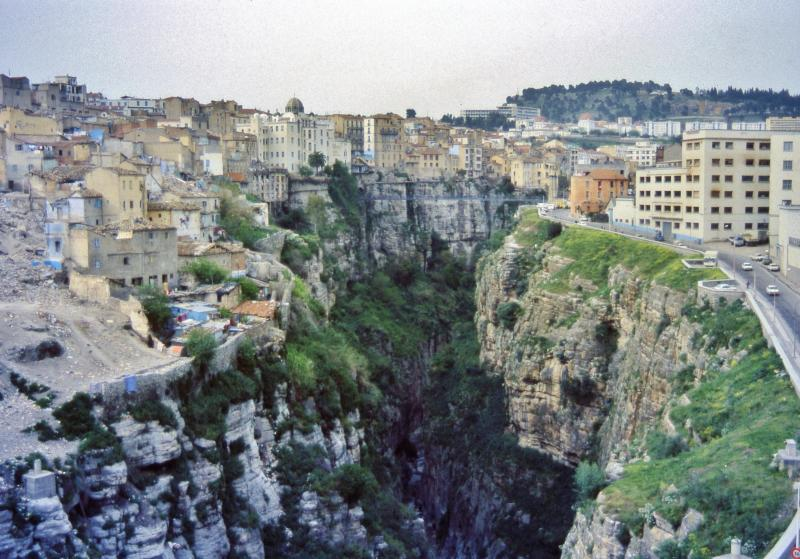
Gorges de l'oued Rhummel, à gauche la médina de Constantine et à droite les quartiers plus récents.

La ville se caractérise par la discontinuité de son tissu urbain du fait des coupures naturelles liées à la topographie du site et d'autres artificielles.
Chaque portion d'espace correspond à un type d'habitat : l'habitat contigu d'origine coloniale à proximité du Rocher ; les ensembles d'immeubles construits par l'État sur les sites d'extension récente ; les lotissements de villas de la nouvelle bourgeoisie sur les hauteurs. Sur les deux versants de Boumerzoug et sur les périphéries, s'étendent les quartiers spontanés des catégories populaires, ou des bidonvilles de catégories les plus déshéritées.
La ceinture du Grand Constantine a joué le rôle de déversoir des équipements les plus encombrants : aérodrome, casse automobile, unité de redistribution des hydrocarbures ; avant de devenir le lieu de planification des extensions de la ville.

### Le Grand Constantine

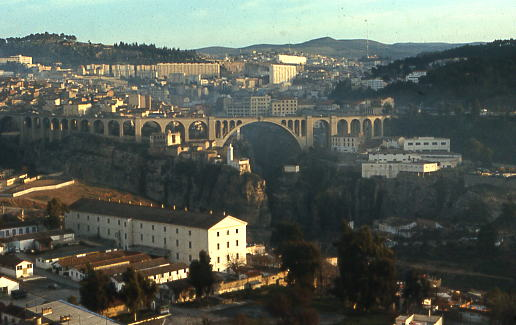
Constantine en 1972.

L'aire métropolitaine de Constantine s'étale sur un rayon de 15 à 20 km qui comprend, outre la ville mère, deux villes nouvelles et quatre satellites, que sont :
- la ville satellite d’El Khroub, implantée sur un site ouvert, située près d’un important carrefour d’axes. Elle a bénéficié de l’installation d’un grand marché et de deux zones industrielles, que sont Oued Hammimine et Tarf ;
- la ville satellite d'Aïn Smara, ancien village, elle possède une zone industrielle ;
- la ville satellite de Didouche Mourad, dotée d’une cimenterie et de plusieurs briqueteries, sa position est en rupture topographique avec Constantine ;
- la ville satellite de Hamma Bouziane, ancien village colonial ;
- la ville satellite de Zighoud Youcef, le plus ancien village colonial ;
- la ville nouvelle d'Ali Mendjeli, dispose d'une position centrale entre les agglomérations de Constantine, d'El Khroub et d'Aïn Smara ;
- la ville nouvelle de Massinissa.

Selon les catégories définies par l'État algérien en 2001 et 2006, Constantine est l'une des quatre métropoles du pays avec Alger, Oran et Annaba. Une métropole est définie comme « une Agglomération urbaine dont la population totalise au moins 300 000 habitants et qui a vocation, outre ses fonctions régionales et nationales, à développer des fonctions internationales ». La wilaya de Constantine compte en outre neuf agglomérations suburbaines. Une agglomération suburbaine est une zone d'habitat voisine, représentant l'extension en termes d'habitat et parfois d'activités de la ville de Constantine.
| Constantine                   | 479 122 | 448 028 | métropole  | - 0,68 % |  |
| El Khroub                     | 65 239  | 90 122  | suburbaine | 3,33 %   |  |
| Hamma Bouziane                | 64 749  | 83 603  | suburbaine | 2,63 %   |  |
| Nouvelle ville d'Ali Mendjeli |         | 64 120  | urbaine    |          |  |
| Aïn Smara                     | 20 318  | 32 057  | suburbaine | 4,73 %   |  |
| Zighoud Youcef                | 25 067  | 28 764  | suburbaine | 1,41 %   |  |
| Aïn Abid                      | 17 333  | 22 529  | suburbaine | 2,7 %    |  |
| Zouaghi                       | 9 299   | 20 110  | suburbaine | 8,14 %   |  |
| Ibn Ziad                      | 8 774   | 11 567  | suburbaine | 2,84 %   |  |
| Ibn Badis                     | 7 647   | 11 518  | suburbaine | 4,24 %   |  |
| Ouled Rahmoune                | 9 022   | 11 263  | suburbaine | 2,28 %   |  |
| Total agglomération           | 706 571 | 823 682 |            | 1,65 %   |  |
| Source ONS 2008               |         |         |            |          |  |

## Population

### Évolution démographique
Selon le recensement général de la population et de l'habitat de 2008, la population de la commune de Constantine est évaluée à 448 374 habitants contre 481 947 en 1998, soit un taux d’accroissement annuel moyen de -0,7 %. C'est la seule commune de la wilaya de Constantine qui enregistre un taux négatif.
| 1830   | 1837   | 1880   | 1910   | 1930    | 1955    | 1960    | 1966    | 1977    |
| ------ | ------ | ------ | ------ | ------- | ------- | ------- | ------- | ------- |
| 30 000 | 20 000 | 41 000 | 48 000 | 100 000 | 120 000 | 200 000 | 245 621 | 345 566 |

| 1987    | 1998    | 2008    | - | - | - | - | - | - |
| ------- | ------- | ------- | - | - | - | - | - | - |
| 443 727 | 462 055 | 448 028 | - | - | - | - | - | - |

La ville de Constantine a connu une évolution démographique irrégulière. La ville pré-coloniale comptait de 30 000 à 40 000 habitants, elle garde, même à demi-détruite par la guerre et ramenée à 20 000 habitants, une vie urbaine active. Longtemps, la ville n’a grandi que lentement : le croît démographique de la population musulmane était faible et la communauté européenne est toujours restée plus limitée en nombre que dans les autres grandes villes du pays. La croissance rapide a été liée à l’exode rural, consécutif à la destructuration des campagnes dès les années 1930 et qui reçut un coup d’accélérateur puissant du fait de la guerre de Libération.
La fin de la guerre d'Algérie voit le départ des Européens et des Juifs. La ville enregistre une forte croissance et un accroissement rapide du solde migratoire pendant la première décennie de l’indépendance. Elle a connu un taux de croissance annuel moyen de 4,06 % en 1966-1977. Ce taux a progressivement diminué durant les décennies suivantes : 2,8 % en 1987, 0,41 % en 1998 et -0,7 % en 2008.
Cette régression est due en grande partie au report des populations du centre vers la périphérie, conséquence de la transformation des logements en bureaux ou en bazars, de la dégradation et du vieillissement du bâti, particulièrement dans la vieille ville et les anciens centres coloniaux, de la présence de bidonvilles et de glissements de terrain, en plus du manque de terrains constructibles. Une part importante de la population des banlieues est originaire de la ville de Constantine, ce taux atteint 80 % dans la commune d’El Khroub, 50,54 % à Hamma Bouziane et 48,23 % à Aïn Smara en 2006.
À l’instar des autres grandes villes algériennes, Constantine a connu un exode rural important venu essentiellement de sa propre aire administrative (dont dépendaient certaines wilaya actuelles comme la wilaya de Mila), du pays des Kotama et des Hautes Plaines constantinoises. Depuis les années 1980, l'exode rural a fortement diminué, mais l'agglomération continue à croître, en raison de la croissance démographique des citadins eux-mêmes qui a pris le relais de l'exode rural.

### Pyramide des âges
À l'instar de la population algérienne, la population de la commune est jeune, près d'un tiers a moins de 20 ans. La tranche d'âge comprise entre 20 et 59 ans représente plus de la moitié de la population de la commune. Corollairement, la population de 60 ans et plus est très faible, soit seulement 10,13 % de la population totale de la commune. Mais on observe une baisse de natalités depuis la fin des années 1980.
| Hommes | Classe d’âge | Femmes |
| ------ | ------------ | ------ |
| 0,60   | 80 ans et +  | 0,73   |
| 1,68   | 70 à 79 ans  | 1,95   |
| 2,36   | 60 à 69 ans  | 2,81   |
| 4,06   | 50 à 59 ans  | 4,22   |
| 6,04   | 40 à 49 ans  | 6,16   |
| 7,75   | 30 à 39 ans  | 7,89   |
| 10,04  | 20 à 29 ans  | 9,93   |
| 9,09   | 10 à 19 ans  | 8,80   |
| 8,06   | 0 à 9 ans    | 7,81   |

| Hommes | Classe d’âge | Femmes |
| ------ | ------------ | ------ |
| 0,48   | 80 ans et +  | 0,58   |
| 1,39   | 70 à 79 ans  | 1,57   |
| 2,14   | 60 à 69 ans  | 2,38   |
| 4,14   | 50 à 59 ans  | 3,99   |
| 6,02   | 40 à 49 ans  | 6,07   |
| 7,4    | 30 à 39 ans  | 7,62   |
| 10,16  | 20 à 29 ans  | 9,98   |
| 9,84   | 10 à 19 ans  | 9,51   |
| 8,51   | 0 à 9 ans    | 8,18   |

## Économie

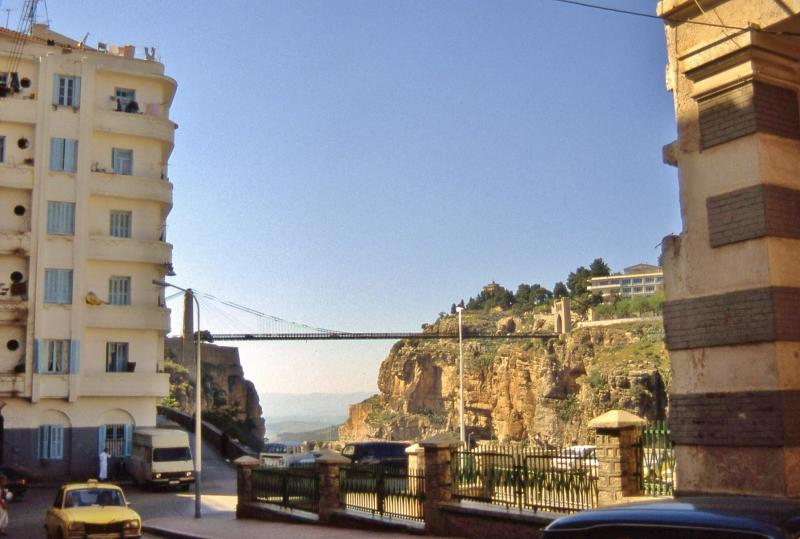
Vue de la passerelle Sidi M'Cid depuis le centre-ville.

Constantine était traditionnellement une ville où les secteurs tertiaires et commerçants dominaient. À présent, le commerce des céréales et celui de l’habillement prédominent. Elle demeure le grand nœud d’échanges et de communications dans l’est algérien. Les activités tertiaires, englobent le commerce de gros, et de détail ; l’artisanat : dinanderie et broderie sur velours, et des services multiples.
Toutefois, l’industrie s’est tardivement introduite dans la ville à la suite de la réalisation d’une série de zones industrielles notamment par les complexes Sonacome qui fabriquent des tracteurs et des grues. C’est lors la seconde phase d’industrialisation planifiée par l’État algérien, à partir de 1975 environ, que Constantine est devenue une cité industrielle. Cependant, l’industrialisation s’est localisée à distance de la cité, dans la couronne d’urbanisation satellite. Trois complexes y ont été implantés. Constantine abrite également le Centre de recherche en biotechnologie.
La ville abrite également des activités agricoles englobant des exploitations périurbaines fournissant du lait à certains quartiers, et des propriétaires terriens héritiers de la vieille propriété citadine.
La ville de Constantine reste une ville très courtisée économiquement et c'est une des raisons pour lesquelles la ville accueille chaque année et en grand nombre des travailleurs qui viennent de toute l'Algérie pour s'y installer.

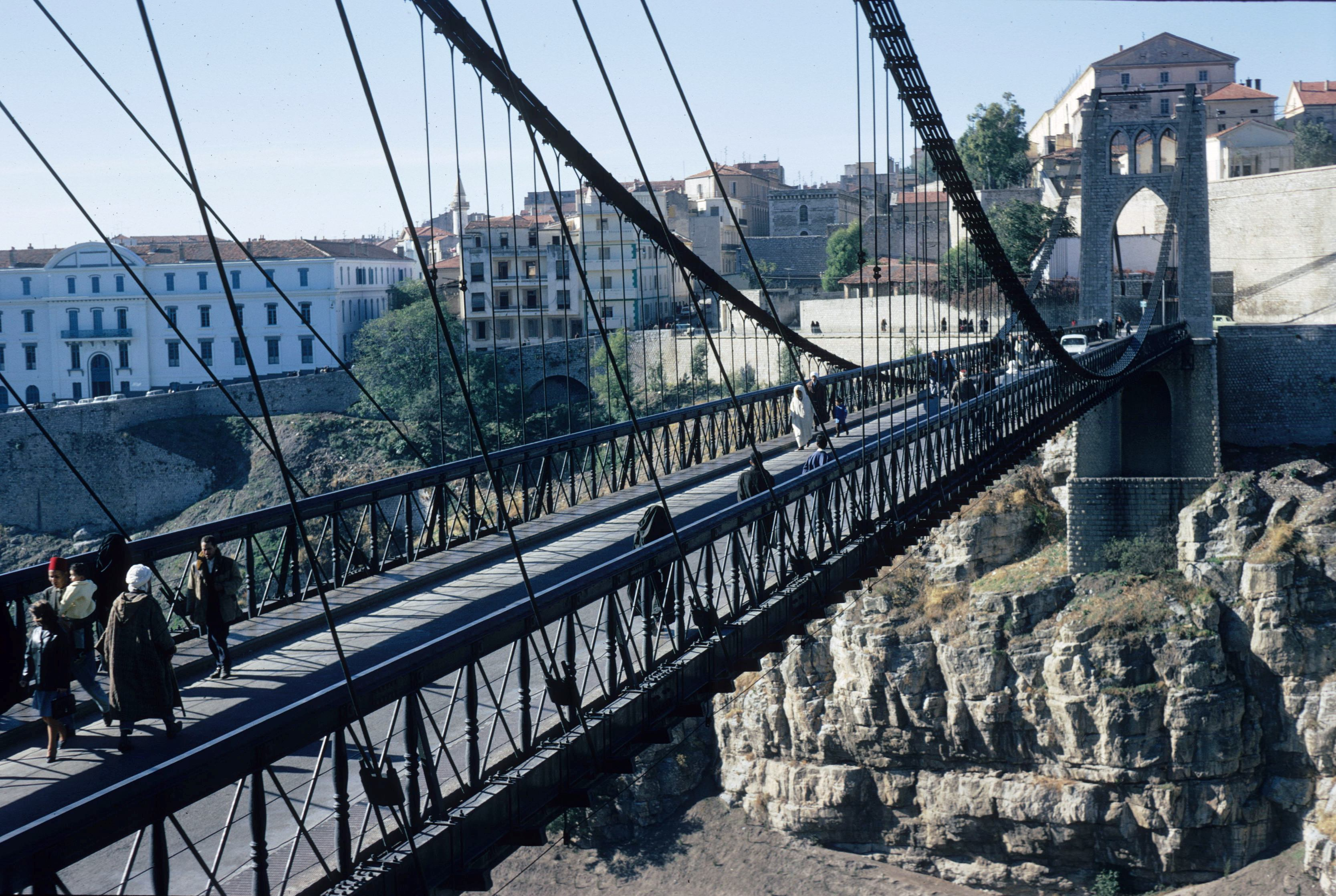
Passerelle Sidi M'Cid, l'un des sites touristiques de la ville.

### Tourisme
Selon le quotidien national américain USA Today, Constantine est l’une des onze villes à visiter dans le monde en 2018. Le journal s’est appuyé sur les explorations d'un jeune américain dénommé Sal Lavallo, qui a visité tous les 193 États membres de l'Organisation des Nations unies.

## Patrimoine

### La médina

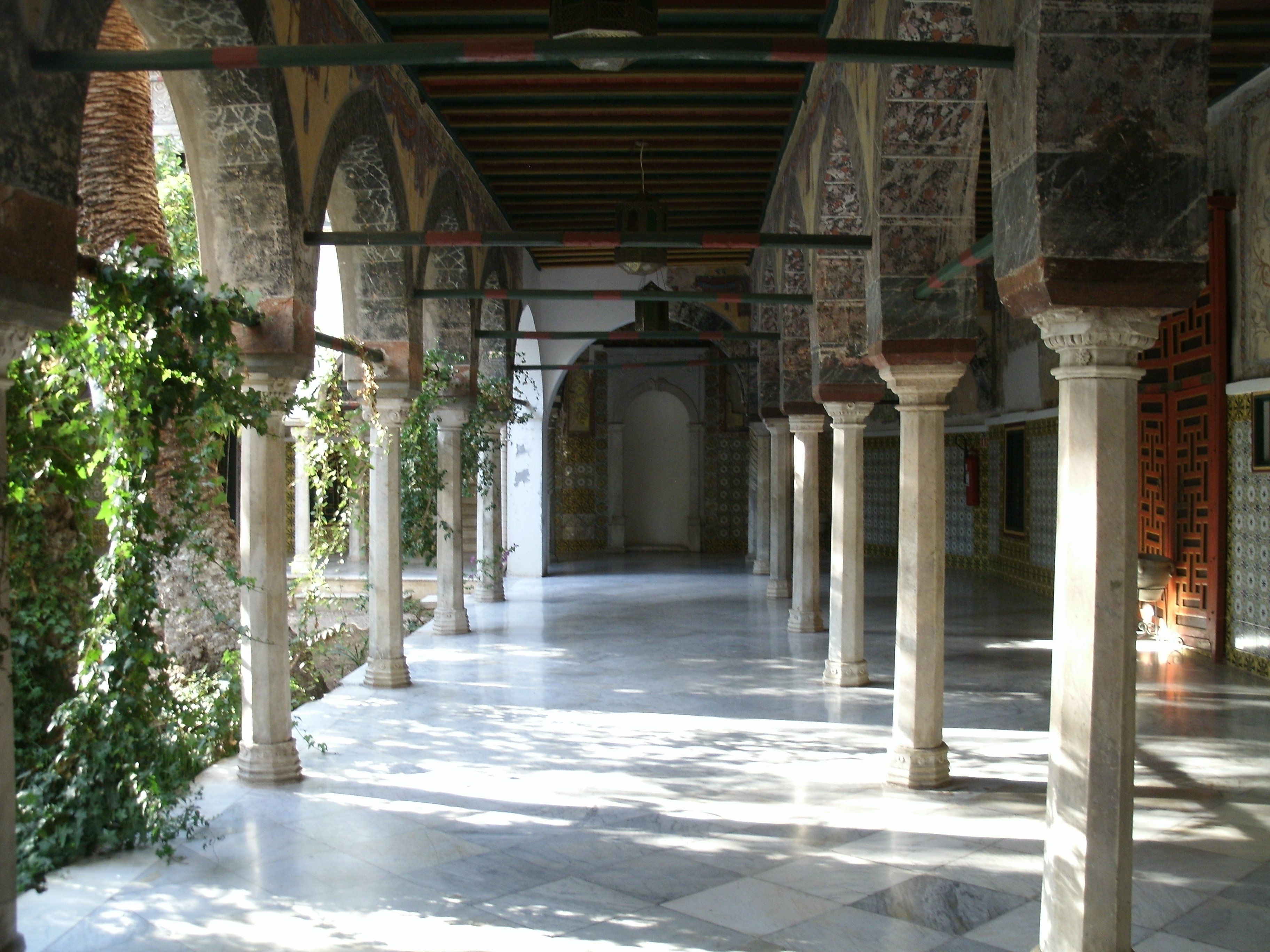
Palais du Bey dans la médina.

La médina de Constantine est appelée le « Rocher » parce que construite sur un bloc calcaire. Elle est bâtie en dégradé depuis la Casbah jusqu’aux quartiers bas de la Souika. La vieille ville est ceinte de deux côtés par le canyon du Rhummel et du troisième par un escarpement. Des ponts et passerelles relient la médina au reste de l’agglomération. Elle était défigurée pendant la période coloniale puis dégradée par la surpopulation et le manque d’entretien.
La médina conserve une physionomie originale, très différente de celle des autres agglomérations algériennes. Elle ressemble à un grand village kabyle bien plutôt qu’à une cité orientale. C’est un amas de maisons aux toits de tuiles, sillonné de ruelles tortueuses, étroites, accidentées, dévalant parfois en escaliers jusqu’au bord du ravin, dont les habitants couronnent la crête.
La médina est aussi un riche patrimoine historique et architectural, à travers les toitures de tuiles rondes et rouges, ses vieilles mosquées, des demeures remarquables à patio des XVIe et XVIIe siècles, et le palais du Bey. Elle a été classée en 1990 patrimoine national.
Dans la plupart des villes maghrébines, la colonisation a créé une ville européenne juxtaposée à la médina. À Constantine, le projet de ville nouvelle n’a pas abouti, les autorités coloniales ayant surimposé une trame moderne à la vieille ville. Le centre des affaires est resté alors solidement attaché à la médina : activités traditionnelles, artisanat dans les rues anciennes et activités modernes dans les rues coloniales. De ce fait le Rocher est une des rares médinas maghrébines à avoir conservé sa fonction de centre-ville.

### Monuments

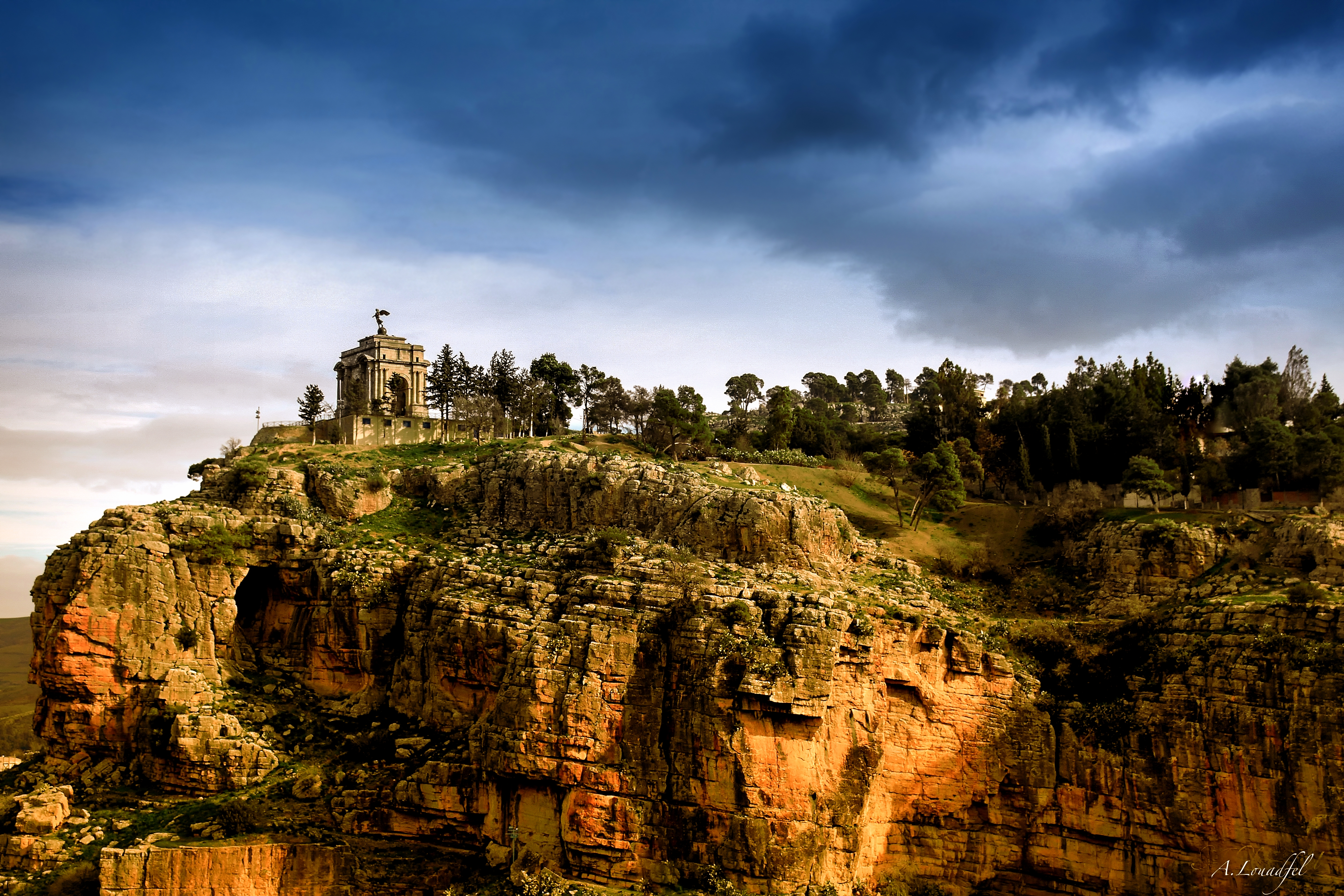
Le monument aux morts.

De nombreuses civilisations se sont succédé à Constantine mais elles ont laissé peu de vestiges parce qu'en raison de la nature du site, les constructions se sont faites sur place, effaçant les précédentes. Mais on atteste des traces non négligeables de vestiges depuis l'Antiquité.
Le site a été occupé dès la période préhistorique. De nombreux vestiges retrouvés tels que des sphéroïdes à facettes, découverts en 1945 sur le plateau de Mansourah, remontent au Paléolithique inférieur. Des instruments de la période néolithique ont été découverts dans les grottes du Mouflon et de l'Ours. Constantine a également conservé de nombreuses peintures rupestres ainsi que des inscriptions libyques.
Parmi les vestiges antiques, le site punique d'El Hofra, où l'on a trouvé près de mille stèles puniques déposées au musée de Cirta et au Louvre ; l'aqueduc romain sur le Rhummel et d'autres vestiges romains épars dans la ville.
Les établissements thermaux de Sidi M'cid, situés avant le pont des chutes sont construits sur d'anciens thermes romains, les bains antiques de César existent toujours. Le rocher abrite de nombreuses sources thermales qui jaillissent de ce secteur.
Le palais Ahmed Bey est l'un des plus importants monuments historiques. Il a été construit de 1826 à 1835 par le Hadj Ahmed Bey, héros de la résistance anti-coloniale dans l'est algérien. La taille de l'édifice est de 5 600 m2. Le palais se distingue par son style mauresque baroque où apparaissent différentes influences de style européen et oriental. Lors de son pèlerinage à La Mecque, le Bey était séduit par l'architecture des villes qu'il traversa. Des céramiques polychromes qui ornent les murs du palais représentant plusieurs villes ainsi que des batailles de la régence d'Alger. Les bâtiments du palais s'organisent autour de trois jardins et de trois cours tandis que les appartements sont ouverts sur des galeries. Le Bey a également construit une aile réservée pour les femmes, un harem.
Parmi les autres vestiges islamiques, citons les mosquées dans la médina ainsi que des fortifications construites dans certains endroits avec des pierres romaines. On atteste notamment dans un mur de la Casbah une dédicace faite à l'empereur Constantin.
Dans la ville moderne, le Théâtre régional de Constantine a été construit entre 1861 et 1883 dans un style d'opéra italien, à l'emplacement d'une ancienne caserne de janissaires. Ce bâtiment est le premier grand édifice construit par les Français. On y trouve aussi le Monument aux morts de Constantine, dédié aux soldats tombés pendant la Première Guerre mondiale.
Parmi les constructions récentes, la tour de 22 étages de l'université des frères Mentouri construite de 1969 à 1972 par l'architecte Oscar Niemeyer et la grande Mosquée Émir Abdelkader dont les plans sont dus à l'architecte égyptien Moussa Mostafa Moussa.
Une arche naturelle d'une soixantaine de mètres de hauteur relie les deux rochers et forme un pont naturel creusé dans la roche par les torrents.

### Patrimoine religieux
Constantine compte une centaine de mosquées : la mosquée et médersa de Sidi El kettani, construite par Salah Bey au XVIIIe siècle, est située près de la Casbah ; la mosquée Sidi Lakhdar doit également sa construction à Salah Bey.
La Grande Mosquée, construite sur les fondations d'une église par les Hammadides, est le plus ancien édifice religieux islamique connu à Constantine. Elle représente l’évolution religieuse durant trois périodes différentes. Époque hafside : l’édifice était la mosquée populaire de la cité, tenue par cheikh al-islam. Époque ottomane : elle conserve le rite malékite et reste sous la tutelle d’une famille autochtone pro-ottomane. Époque coloniale : le pouvoir colonial a transformé sa façade.
La mosquée Souk-El-Ghozel, dont la construction a commencé en 1703 et s’est achevée en 1730, fut transférée au culte catholique en 1839. Simple église paroissiale dédiée à Notre-Dame des Sept Douleurs, elle devient cathédrale du diocèse en 1876 jusqu'à sa désaffection en 1962 et sa restitution au culte musulman. Parmi les autres mosquées historiques : Hassan-Bey, Sidi Ghofrane et Sidi Lakhdar, construites par les différentes confréries religieuses et dynasties que le Maghreb a connues. La mosquée Émir Abdelkader date des années 1980 et fait partie de l’université islamique des sciences.

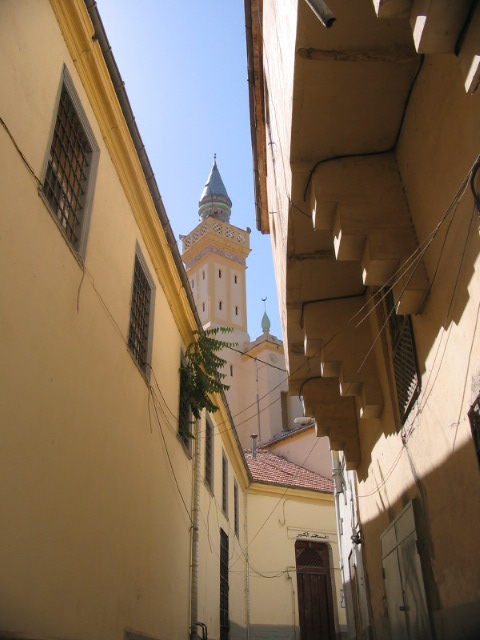
La grande mosquée dans la médina.
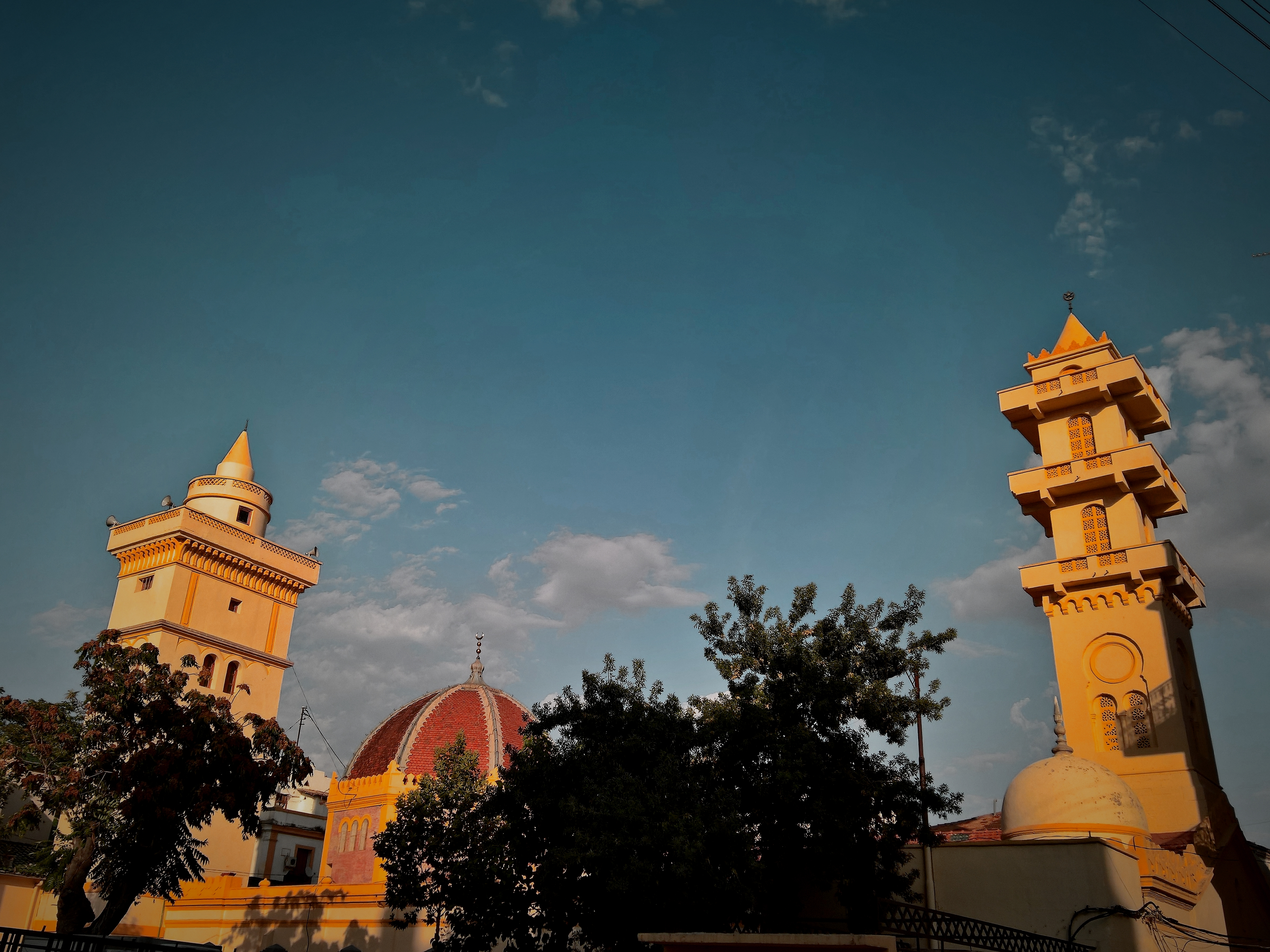
La Mosquée de Souk El Ghezel.
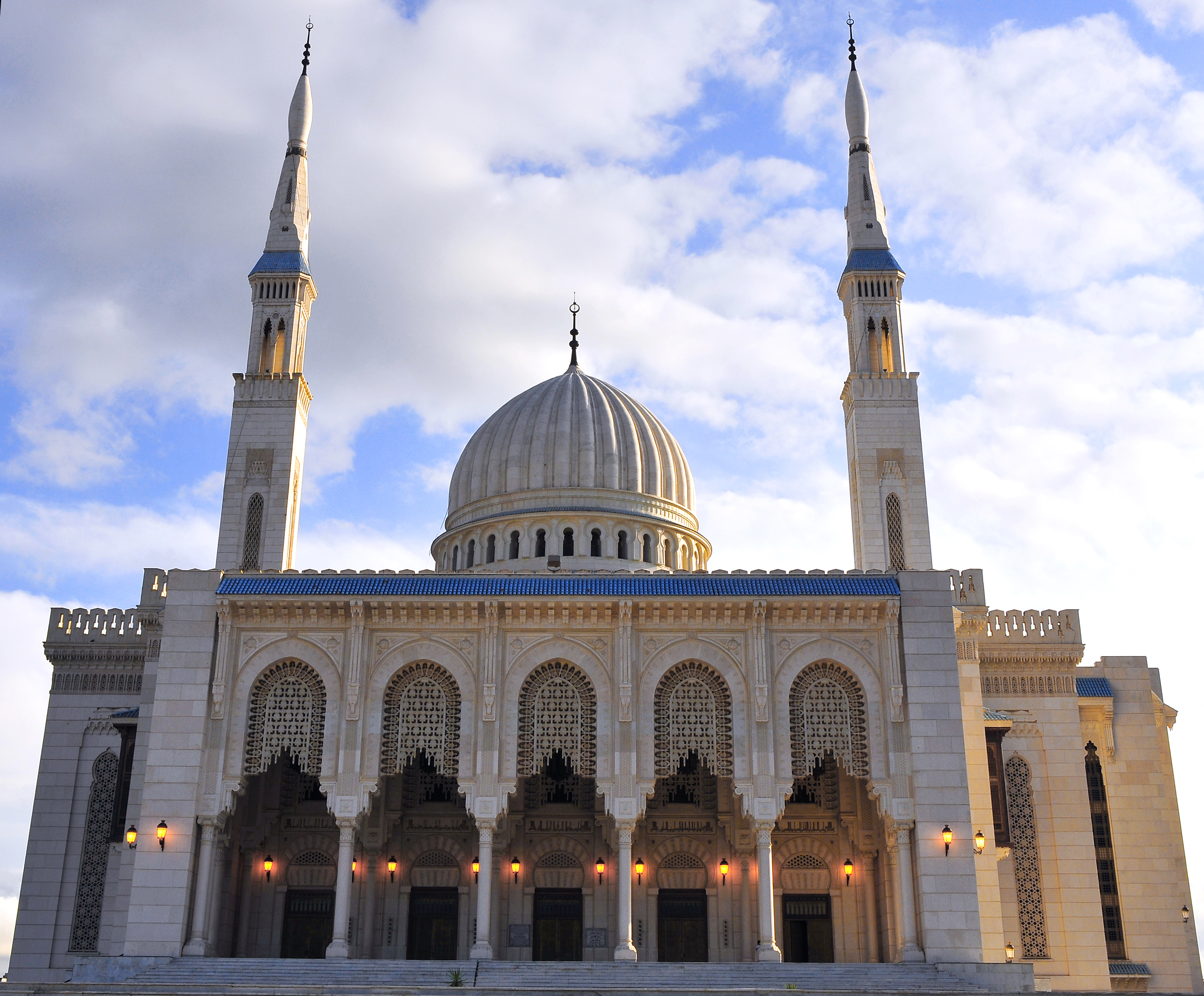
Mosquée de l'Émir Abdelkader.
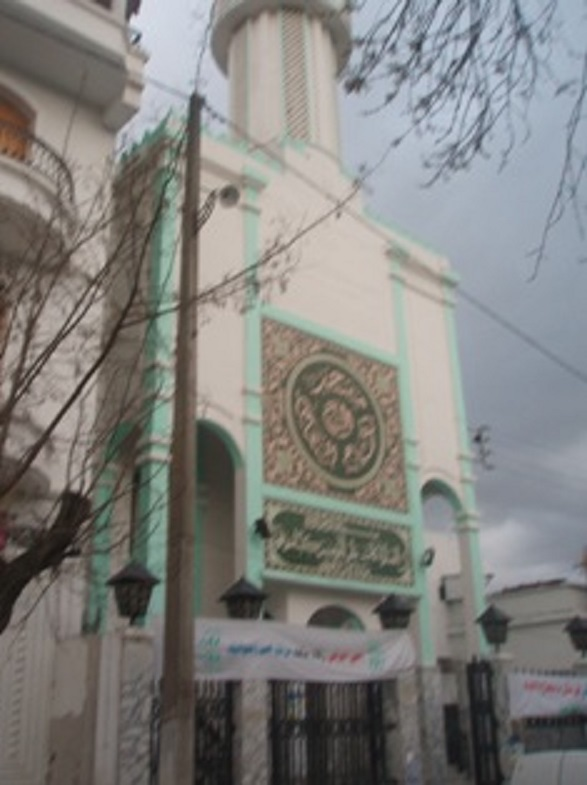
Ancienne synagogue de Sidi Mabrouk, actuellement une mosquée.

### La ville des ponts suspendus
La géographie urbaine de la ville est unique, elle a nécessité la construction de nombreux ponts sur le Rhummel. À la fin du XIXe siècle, Guy de Maupassant décrit « Huit ponts jadis traversaient ce précipice. Six de ces ponts sont en ruines aujourd'hui. »
Le pont d'El-Kantara est l'un des plus anciens, construit à l'époque romaine et restauré par Salah Bey au XVIIIe siècle et en 1863. En outre, les ponts de Sidi M'Cid et de Sidi Rached, qui doivent leur nom aux mausolées voisins des marabouts de même nom, ont été inaugurés en 1912. À l'entrée des gorges, se situe le pont du Diable qui doit son nom au bruit « diabolique » que font les eaux dans cet endroit et à leur extrémité, le pont des Chutes, situé au début de la plaine de Hamma.
Parmi les autres ponts, la passerelle Mellah-Slimane, anciennement Perrégaux, est réservée uniquement aux piétons. Sa particularité est d'être accessible, côté « Rocher » par un ascenseur et un escalier qui ramène les piétons au niveau de la rue trik ejdida (« rue neuve »). Il y a également le pont d'Arcole, un pont de fer, aujourd'hui fermé.
Un nouveau pont à haubans, le viaduc Salah Bey est ouvert à la circulation le 26 juillet 2014, inauguré par le Premier ministre Abdelmalek Sellal, baptisé au nom du gouverneur de Constantine Salah Bey de 1771 à 1792. D'une longueur de 1 119 m et conçu selon le design de Dissing+Weitling, il permet de faire la jonction, au-dessus du Rhummel, entre la place de l'ONU, au centre-ville et les hauteurs de la ville,.

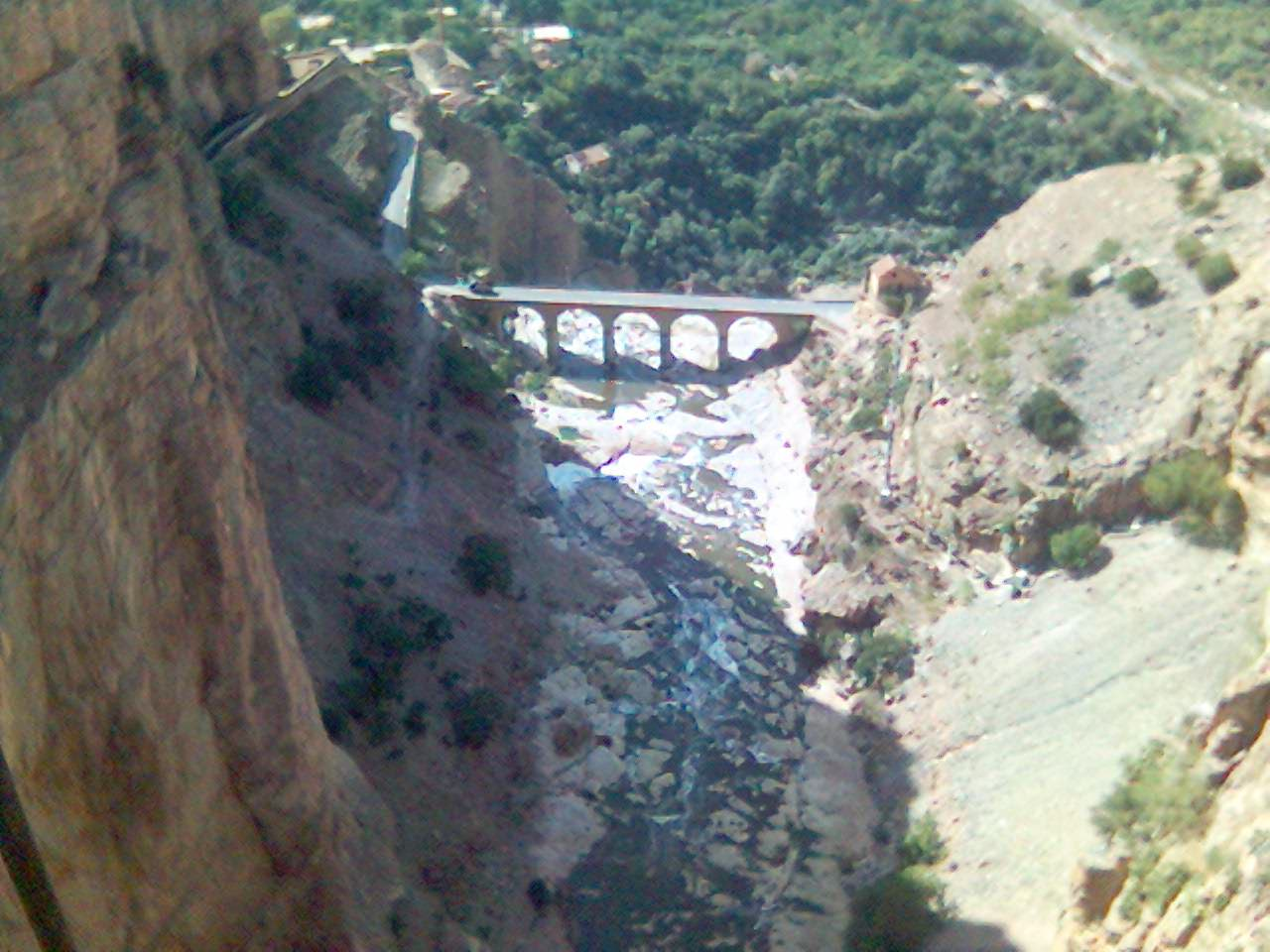
Pont des chutes.
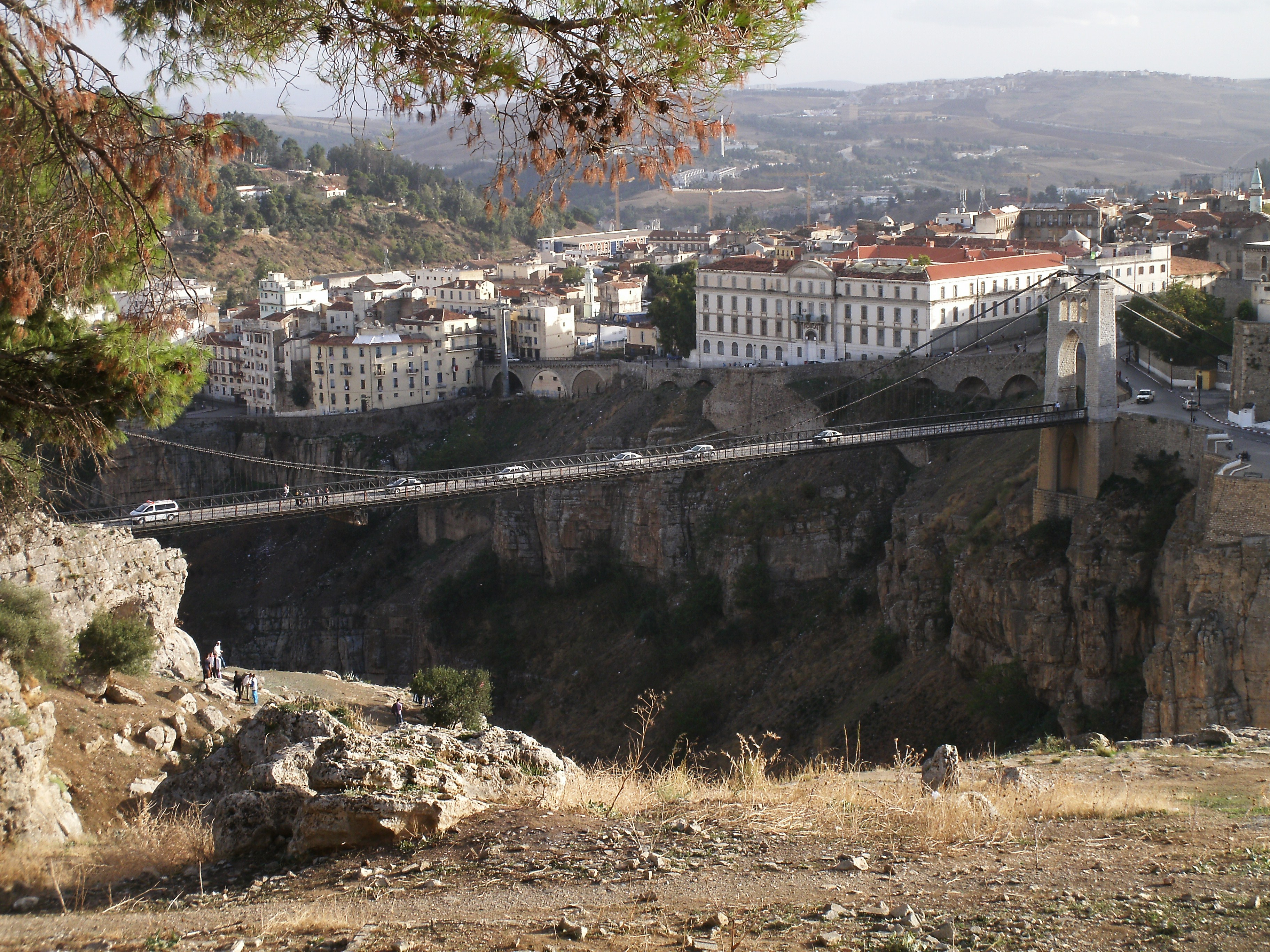
Passerelle Sidi-M'Cid.
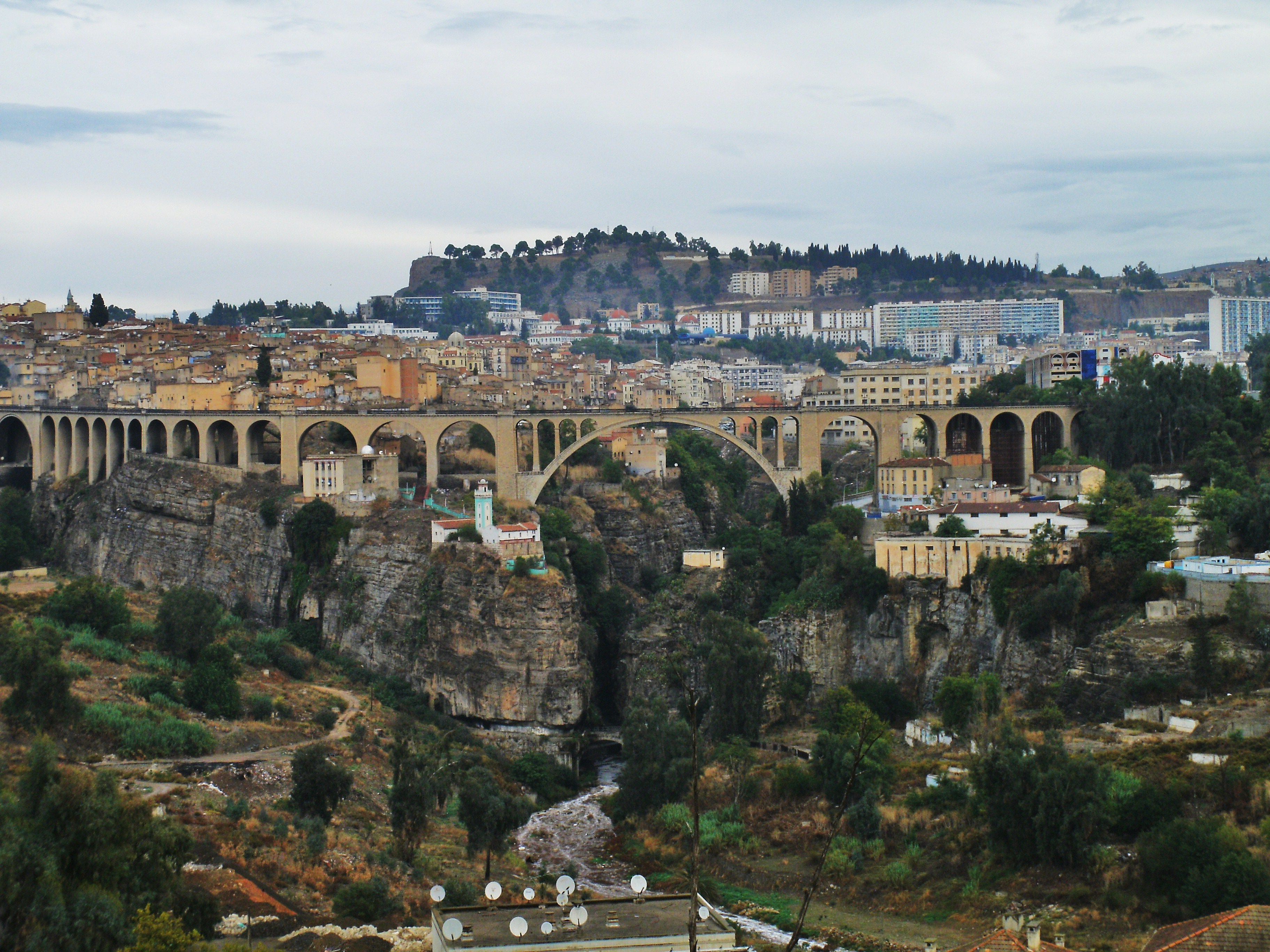
Pont Sidi-Rached.
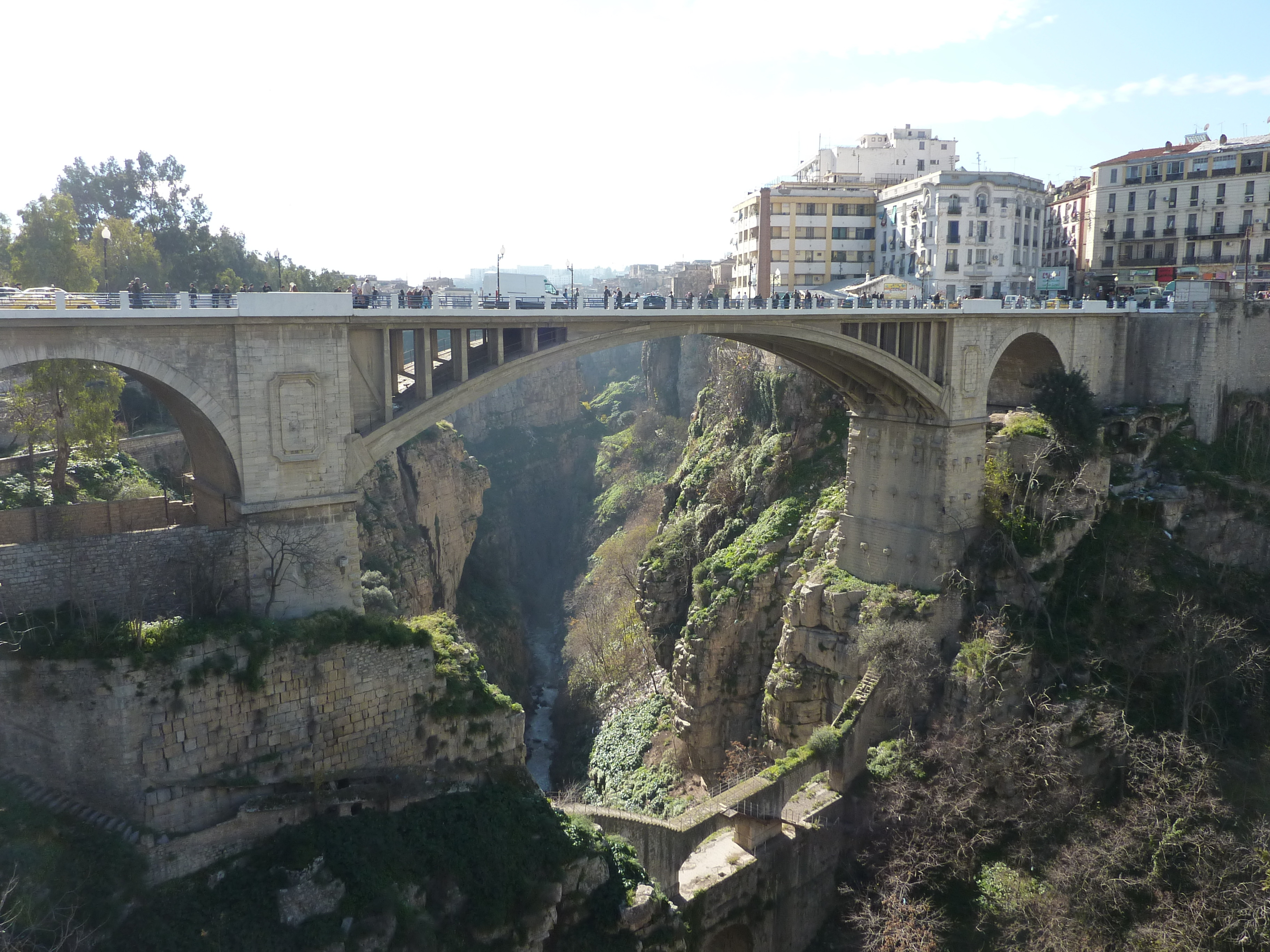
Pont d'El-Kantara.

### Musée
Le musée national Cirta, est créé en 1931 en plein centre-ville. Il portait le nom de Gustave-Mercier, jusqu'en 1975. Considéré comme l'un des plus anciens édifices du genre en Algérie, l'établissement est divisé en trois ailes principales consacrées à l'archéologie, l'ethnographie et les beaux-arts.
Les vestiges archéologiques appartiennent à diverses civilisations qui se sont succédé dans la région : numide, carthaginoise, gréco-égyptienne, romaine, chrétienne et musulmane (notamment hammadides et ottomane). La collection de l'ethnographie est constituée d'échantillons d'habits traditionnels, de bijoux, d'ustensiles en cuivre, de tapis, d'armes blanches, d'anciennes armes à feu et de manuscrits.

### Sites historiques

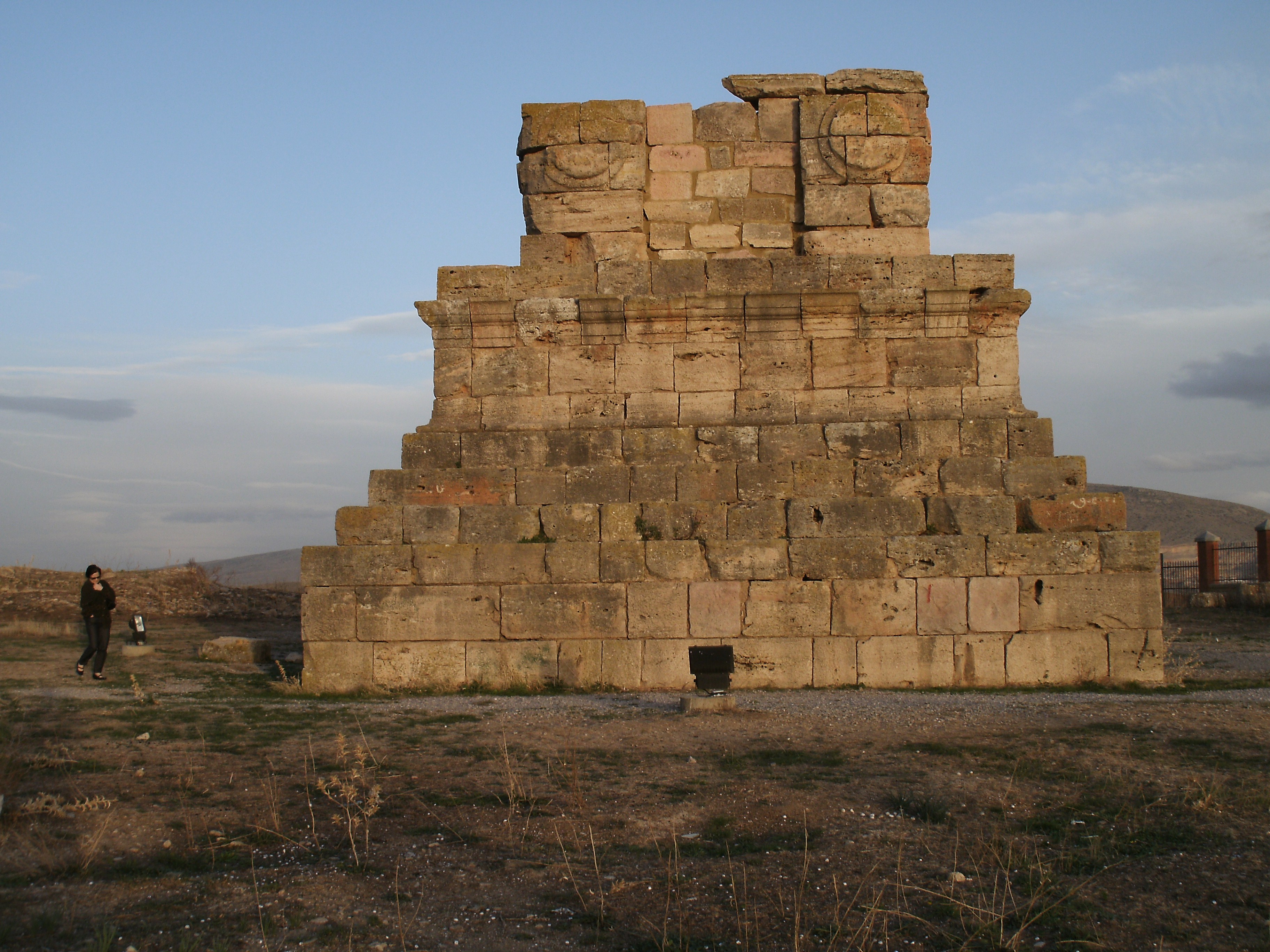
Le mausolée royal numide à El Khroub.

Tiddis, située à une trentaine de km au nord-ouest de la ville, est une cité numide puis romaine, appelée aussi Qsentina El Qdima (vieux Constantine). Cette cité antique fortifiée est bien conservée.
À l'instar d'autres anciennes médinas d'Algérie telle que Tlemcen, Mostaganem et Miliana, Constantine est entourée par les jardins denses du Hamma dont la propriété reste partiellement citadine et qui contribue au ravitaillement de la ville. La forêt de Chettaba composée de pins d'Alep et de chênes verts est presque située aux portes de la ville.
La commune d'El Khroub abrite un mausolée royal numide qui peut être celui de Massinissa.

## Vie quotidienne

### Culture et littérature
Constantine a été désignée Capitale arabe de la culture 2015 par l'Alesco (Organisation arabe pour l'éducation, la science et la culture).
Constantine est le berceau d'une des trois écoles algériennes de musique arabo-andalouse. La version constantinoise est appelée le malouf dont le rythme et les instruments diffèrent des noubas d'Alger et de Tlemcen. Les autres styles musicaux de la ville sont le zadjal, une musique sacrée, les fkirettes chantées par les femmes ainsi que le hawzi et le mahjouz de style littéraire. Un festival international du malouf est organisé dans la ville, qui attire chaque année des artistes de musique arabo-andalouse d'Afrique du Nord, d'Europe, de Turquie et du Moyen-Orient.
L'activité artisanale demeure importante, on y pratique la broderie, la dinanderie dont la fabrication de plateaux de cuivres aux motifs d’inspiration ottomane, la chaudronnerie, la sculpture sur bois et la poterie. La broderie constantinoise comporte des arabesques d’influences turques avec des couleurs sombres et des fils dorés. Les femmes constantinoises portent un haïk noir appelé M'laya en signe du deuil de Salah Bey. Ce dernier demeure de nos jours très rare étant donne que les femmes constantinoises portant le voile moderne qu'on trouve un peu partout dans les pays arabo-musulmans.
Plusieurs événements contribuent à l'animation culturelle de la ville :
- Layali Cirta, une série de concerts et d’événements artistiques organisés durant une quarantaine de nuits en été. Des artistes locaux mais également des vedettes nationales et internationales y participent ;
- Festival de la chanson Sraoui ;
- Festival international de jazz DimaJazz, qui se déroule chaque année au printemps depuis 2003.

En avril 2014, la grande salle de spectacles de Constantine qui portera le nom de Ahmed-Bey est inauguré.
Les événements du roman Zakirat el Jassad, un classique de la littérature arabe d'Ahlam Mosteghanemi, s'y déroulent.

### Cuisine

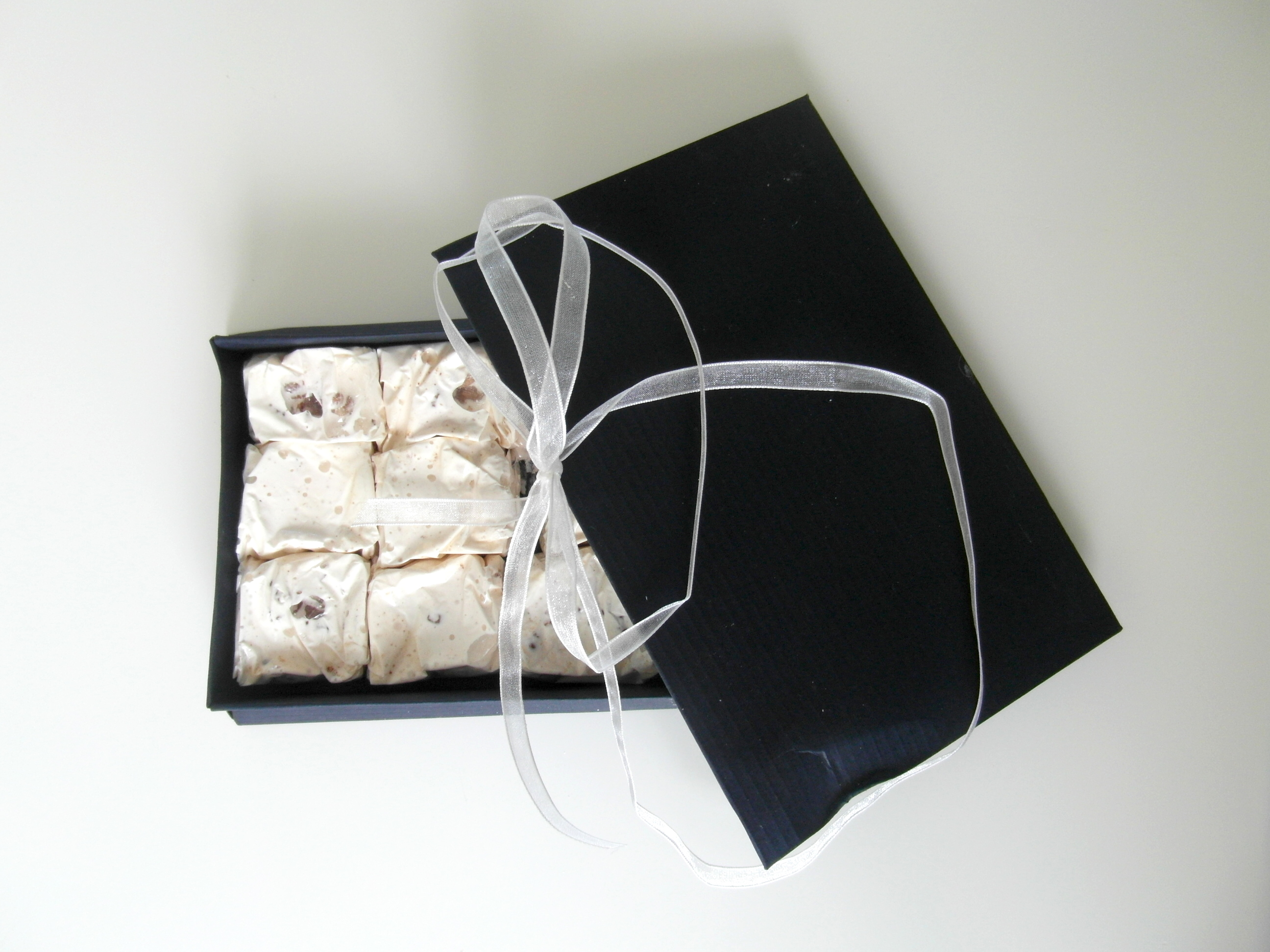
Ballotin de djawzia.

Constantine dispose également d’une cuisine riche avec un héritage à la fois juif et musulman. Parmi les spécialités culinaires qui se consomment notamment au mois du Ramadan, le tadjine el Ain, un mets à base de pruneaux auxquels on ajoute des amandes et de la viande saupoudrée de sucre raffiné, le djari à la vermicelle en sauce blanche, le djari frik, chorba à base de blé séché, grillé et concassé ; chbah essafra, kefta, hmiss et Boureks. La ville dispose d’une grande variété de couscous comme le Mzayet, couscous à base blé noir, le Mhawer, couscous blanc sans légumes, accompagné de viande et de boulettes... On peut également citer les nombreux plats à base de pâtes originaires de Constantine, tels que la Trida, le Tlitli, la Chakhchoukha dfer, la Gritliya, le mkartfa...
La pâtisserie locale est également variée. Citons les jawzia, baklava, ghribiya, bourek el Renna, le Bradj,makroud el Maqla. Le dessert se compose de fruits de saison et du M'halbi, à base de lait, de la crème de riz, du sucre et de l'eau de rose.

### Éducation
Constantine est une ville culturelle majeure, elle est souvent affublée du qualificatif arabe: m'dinaat al 3ilm wa oulamaa qui veut dire « la ville du savoir et des savants ». Elle possède quatre universités et compte près de 100 000 étudiants algériens et étrangers, ce qui en fait l'une des plus importantes villes universitaires algériennes et africaines. Elle est aussi une des meilleures universités en Algérie.
- L'université Constantine 1 (ex-université Mentouri-Constantine), dessinée par l'architecte brésilien Oscar Niemeyer, est l'une des plus grandes d'Algérie[réf. nécessaire]. Elle accueille depuis 1971 plus de 50 000 étudiants algériens et étrangers répartis sur les treize campus et entre les huit facultés et trente-cinq départements offrant environ 95 spécialités ;
- université Constantine 2 à Ain El Bey Ali Mendjeli ;
- université Constantine 3 (ville universitaire) inaugurée en 2013 ;
- l'université des sciences islamiques de Constantine est la plus importante université des sciences islamiques d'Algérie[réf. nécessaire]. Elle a été inaugurée en 1994, en même temps que la grande mosquée Émir Abdelkader qui la jouxte. Elle accueille environ 3 000 étudiants répartis en deux facultés (faculté de la Charia et de la civilisation islamique et faculté de littérature et des sciences humaines).

### Langues
À Constantine on parle une variante citadine de l'arabe algérien, le parler constantinois est une koinè urbaine classique, ayant à la fois des origines pré-hilaliennes et hilaliennes, avec quelques ajouts récents issus du français. L'accent constantinois est plutôt prononcé mais facile à comprendre, il est reconnaissable étant un accent populaire en Algérie avec l'accent algérois, oranais et annabi. Les Constantinois utilisent beaucoup le « T » (ت) et certaines expressions typiquement de Constantine.
Une minorité d'habitants issue du Sud de Constantine (Aurès) parle le chaoui, et une autre minorité issue du Nord de Constantine (pays des Kotama) parle l'arabe pré-hilalien.
Le français y est très répandu, la majorité des Constantinois étant bilingues. La pratique de l'anglais s'est nettement développée depuis les années 2000 grâce au numérique, internet et les différents programmes scolaires dispensés notamment dans les écoles privées.

### Sport
- Club sportif constantinois (CSC) ;
- Mouloudia olympique de Constantine (MOC) ;
- Association sportive Khroubie (ASK) ;
- Mouloudia Baladiat Constantine (MBC).

### Jumelage
| Ville | Ville     | Pays | Pays                |
| ----- | --------- | ---- | ------------------- |
|       | Abou Dabi |      | Émirats arabes unis |
|       | Djeddah   |      | Arabie saoudite     |
|       | Grenoble, |      | France              |
|       | Ispahan   |      | Iran                |
|       | Istanbul  |      | Turquie             |
|       | Sousse    |      | Tunisie             |

## Personnalités liées à la ville

### Personnalités historiques
- Massinissa (vers 240 av. J.-C. - vers 149 av. J.-C.), premier roi de la Numidie unifiée, dont Cirta était la capitale.
- Jugurtha (vers 160 av. J.-C.vers 104 av. J.-C.), est un roi de Numidie.
- Marcus Cornelius Fronto (95-175), grammairien, rhétoricien et avocat africain romanisé, originaire de Cirta.
- Constantin Ier, empereur romain, reconstruisit la ville en 313 et lui donne son nom.
- Ibn Qunfudh, juriste, historien, astronome, mathématicien et astrologue du XIVe siècle, y est né
- Salah Bey, bey de Constantine de 1771 à 1792 , il entreprend de nombreux travaux d'urbanisme dans la ville.
- Hadj Ahmed Bey (vers 1784-1850), dernier bey de Constantine, est l'une des grandes figures de la résistance à la colonisation française.

### Personnalités religieuses
- Messaoud Zerbib, grand rabbin de Constantine de 1635 à 1717.
- Sidi Fredj Halimi (1876-1957), grand rabbin de Constantine et président du tribunal rabbinique.
- Hamdane Lounissi (1856-1920), théologien
- Abdelhamid Ben Badis (1889-1940), y est né, figure emblématique du mouvement réformiste musulman en Algérie.
- Malek Bennabi (1905-1973), penseur musulman, y est né.
- Sidi Bahi Eliahou Allouche (1812-1892), grand rabbin de Constantine et président du tribunal rabbinique.

### Personnalités politiques
- Abdelmalek Sellal (1948-), ancien premier ministre algérien, y est né;
- Robert Vignon (1919-1989), homme politique français, y est né;
- Mohamed Chérif Taleb (1950-), homme politique algérien, président du parti (PNSD), y est né;
- Kamel Bounah (1953-), homme politique algérien, sénateur et président de l’Assemblée populaire de wilaya de 2002-2006, y est né;
- Abdelhak Benhamouda (1946-1997), ancien secrétaire général de l'UGTA, y est né;
- Guy Allouche (1939-), sénateur honoraire du département du Nord, ancien vice-président du Sénat, y est né;
- Abdelkader Chanderli, philosophe, ancien représentant permanent du FLN auprès de l'ONU;
- Sabri Boukadoum, ancien ministre algérien des Affaires étrangères et Premier ministre par intérim, y est né;
- Alphonse Juin (1888-1967), maréchal de France, y a fait ses études secondaires;
- Cherif Guellal (1932-2009), diplomate, premier ambassadeur de l'Algérie aux États-Unis.

### Personnalités sportives
- Alfred Nakache (1915-1983), champion du monde français de natation, y est né;
- Alphonse Halimi (1932-2006), boxeur français, champion du monde des poids coqs, y est né;
- Hassiba Boulmerka (1968-), athlète algérienne, championne du monde (1991, 1995) et championne olympique (1992) du 1 500 mètres, y est née;
- Nadjib Toubal (1979-), footballeur algérien, y est né ;
- Asmahan Boudjadar (1980-), athlète algérienne, championne paralympique (2016) du lancer de poids, y est née;
- Sandra Laoura (1980-), skieuse acrobatique, y est née;
- Ramy Bensebaini (1995-), footballeur, y est né.

### Personnalités littéraires, culturelles et artistiques
- Hamou Fergani, chanteur du malouf et du Hawzi, y est né en 1886;
- Marc Pincherle (1888-1974), musicologue et critique musical français, y est né ;
- Cheikh Hassouna, chanteur du malouf, y est né en 1896;
- Jean Vénitien, artiste peintre, y est né en 1911;
- Cheikh Raymond (1912-1961), chanteur et chef d'orchestre, maître de la musique arabo-andalouse;
- Jean-Michel Atlan, artiste peintre, y est né en 1913;
- Zhor Fergani, chanteuse du malouf et des fkirettes, y est né en 1915;
- Jean Servier, ethnologue et historien, y est né en 1918;
- Jean Négroni, comédien et metteur en scène, y est né en 1920;
- Malek Haddad, écrivain, y est né en 1927;
- Mohamed Tahar Fergani, (1928-2016), chanteur et chef d'orchestre de musique arabo-andalouse, y est né en 1928.
- Kateb Yacine (1929-1989) écrivain, y est né et mort à Grenoble;
- Chafia Boudraa (1930-2022), actrice algérienne, y est née;
- Françoise Arnoul (1931-2021), actrice, y est née;
- Hadj Smaine, acteur, metteur en scène et membre fondateur du Théâtre nationale d'Algérie, y est né en 1932;
- Z'hour Ounissi, écrivain et première femme nommée ministre en Algérie, y est née en 1937;
- Gaston Ghrenassia, dit Enrico Macias, juif d'origine berbère, chanteur, y est né en 1938;
- Raphaël Draï (1942-), universitaire, professeur émérite de science politique et de psychologie, y est né en 1942;
- Benjamin Stora, historien français, y est né en 1950;
- Jean-Pierre Sabard (1933-2024), compositeur français, y est né.
- Joël Alessandra, né à Marseille en 1967 de parents originaires de Constantine, a publié en 2015 chez Casterman la BD Petit-fils d'Algérie préfacé par Benjamin Stora, né à Constantine;
- Smaïn Faïrouze, acteur, y est né en 1958;
- Dimitri Casali, essayiste et historien, y est né en 1960;
- Daniel Levi, chanteur, y est né en 1961;
- Mohamed-Chérif Zerguine, écrivain, y est né en 1963;
- Albert Paraz,(1899-1957), journaliste et romancier, y est né.

### Autres personnalités
- Charlotte de Monaco (1898-1977), princesse de Monaco, mère de Rainier III de Monaco, y est née;
- Claude Cohen-Tannoudji (1933-), prix Nobel de physique, y est né;
- Charles-Michel Marle, mathématicien, y a passé son enfance;
- Paul Amar (1950-), journaliste, y est né;
- Jean-Claude Héberlé, (1935, 2013), journaliste en Algérie de 1957 à 1961 (correspondant de la RTF à Constantine) et ancien directeur de télé française Antenne 2[86];
- Claude Guérin, militaire et résistant français, Compagnon de la Libération, y est décédé en 1959;
- Chantal Gallia (1955-2022), chanteuse, imitatrice et humoriste française;
- Daniel Lévi (1961-2022), auteur compositeur, interprète et pianiste français.
- Charles-François Boudouresque (1941-), botaniste et océanographe, y est né;

## Constantine dans les arts et la culture
- Théophile Gautier séjourna dans plusieurs villes algériennes, comme Constantine. Il évoque cela dans plusieurs de ses écrits : Loin de Paris et Voyage pittoresque en Algérie (1845).